# Kate Winslet
Kate Elizabeth Winslet (Reading, Inglaterra, 5 de octubre de 1975) es una actriz británica de cine, televisión y teatro. Ha trabajado mayoritariamente en películas independientes, particularmente en dramas de época, y suele interpretar personajes complejos. Es ganadora de múltiples galardones, entre ellos, un Premio Óscar, cinco Globos de Oro, cinco Premios BAFTA, cuatro Premios del Sindicato de Actores, tres Premios de la Crítica Cinematográfica y Televisiva, dos Premios Emmy y un Premio Grammy. En el año 2009, se convirtió en la actriz más joven en conseguir seis nominaciones a los Premios Óscar, de siete en total. Además, posee una estrella en el Paseo de la Fama de Hollywood.
Nacida y criada en Reading, estudió actuación en la Escuela de Teatro Redroofs en Maidenhead. Su primera aparición en pantalla fue en la serie de televisión británica Dark Season de 1991 cuando tenía 15 años de edad, debutó en el cine con la película Heavenly Creatures de 1994 a los 18 años, e interpretó a Marianne Dashwood en Sense and Sensibility de 1995. El estrellato internacional le llegó poco después gracias a su papel protagonista como Rose DeWitt Bukater en Titanic de 1997, película que se convirtió en la más taquillera de la historia en ese momento. Después de estelarizar este éxito de taquilla, prefirió no trabajar en largometrajes producidos por grandes estudios, y eligió papeles en películas pequeñas pero aclamadas por la crítica, como Quills de 2000 e Iris de 2001.
El romance de ciencia ficción Eternal Sunshine of the Spotless Mind de 2004, evitó que se encasillara en dramas históricos y demostró ser un punto de inflexión en su carrera, continuó cosechando éxitos con sus siguientes proyectos, ya que obtuvo varios elogios por sus actuaciones en Finding Neverland de 2004, Little Children de 2006, Revolutionary Road y The Reader de 2008. Posteriormente participó en la película Carnage y en la miniserie Mildred Pierce de 2011, se unió al reparto de las películas Divergente de 2014 e Insurgente de 2015, y ese mismo año dio vida a Joanna Hoffman en el biopic Steve Jobs. Trabajó en los dramas The Mountain Between Us y Wonder Wheel de 2017, además, interpretó a la paleontóloga Mary Anning en Ammonite de 2020.
Su papel en la miniserie policiaca Mare of Easttown de 2021 fue alabado por la crítica, ya que fue considerado como uno de sus mejores trabajos a la fecha. El siguiente año formó parte del elenco de Avatar: The Way of Water, cuya recaudación mundial la posicionó como la tercera película más taquillera de la historia. También en 2022, produjo y protagonizó junto a su hija Mia Threapleton un episodio de la serie británica I Am..., titulado «I Am Ruth».
Es cofundadora de la organización benéfica The Golden Hat Foundation, una ONG que tiene como misión crear conciencia sobre el autismo, y para apoyar la causa, escribió un libro sobre el tema, The Golden Hat: Talking Back to Autism. Fue nombrada por la revista People como una de las 50 personas más bellas del mundo en el año 2005, la revista Time la nombró una de las 100 personas más influyentes del mundo en el año 2009 y 2021, y la Reina Isabel II del Reino Unido la nombró Comendadora de la Orden del Imperio Británico (CBE) en el año 2012. Se divorció de los directores Jim Threapleton y Sam Mendes, ha estado casada con el empresario Edward Abel Smith desde 2012, y tiene un hijo de cada matrimonio.

## Primeros años
Kate Winslet nació el 5 de octubre de 1975 en Reading (Berkshire, Inglaterra, Reino Unido). Tiene ascendencia británica e irlandesa por parte de su padre, y ascendencia sueca por parte de su madre. Sus padres son Roger John Winslet, quien se dedicaba a la interpretación de forma esporádica, y Sally Ann Bridges. Las necesidades económicas obligaban a su padre a emplearse frecuentemente en otros trabajos, por lo que contaban con el apoyo de la organización benéfica The Actor's Charitable Club. Tiene dos hermanas, Anna y Beth, ambas actrices, y un hermano llamado Joss, Winslet ha dicho que a pesar de las dificultades financieras, su familia estaba muy unida, y siempre se sintieron protegidos y cuidados por sus padres.

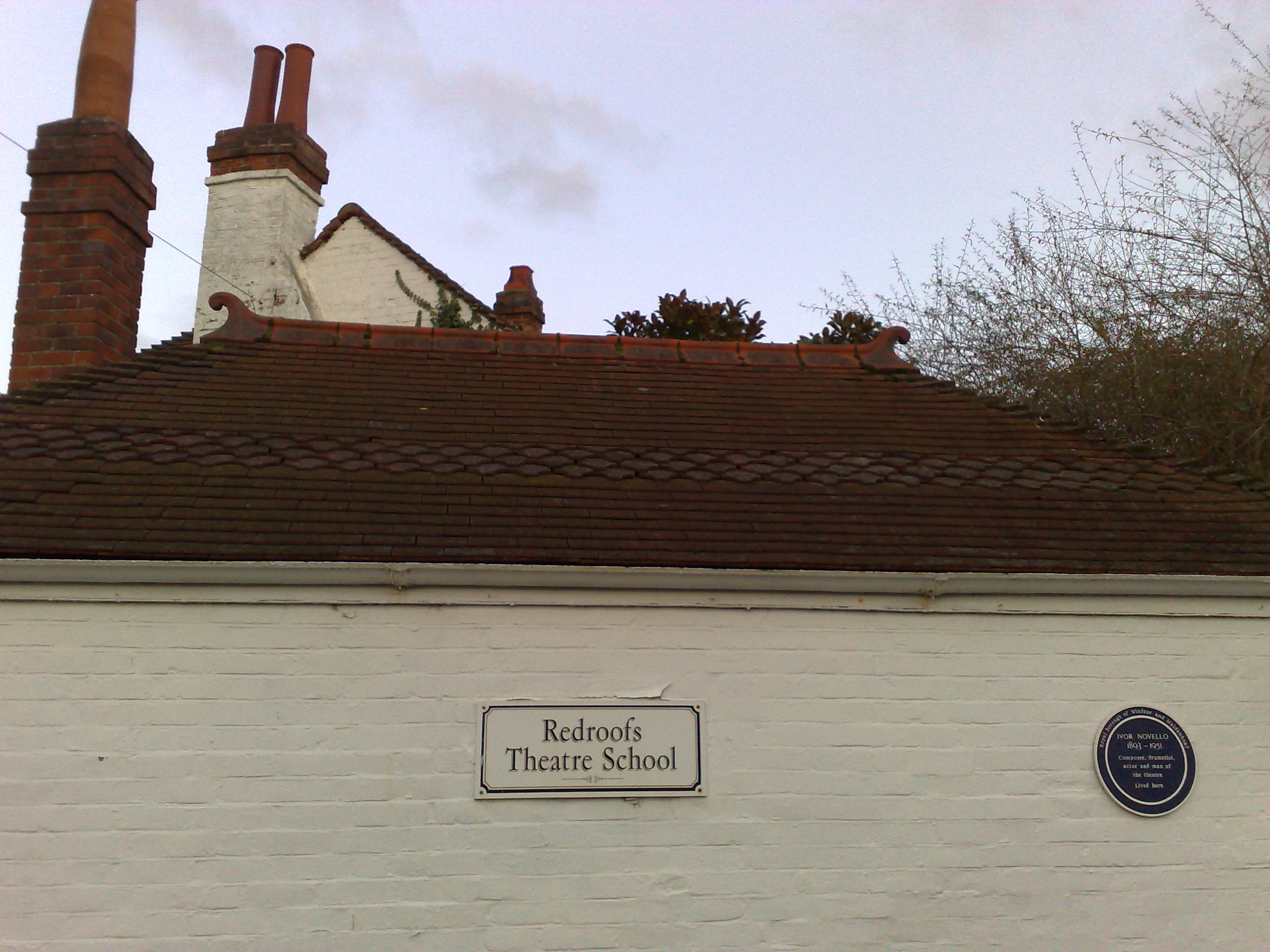
Redroofs Theatre School en Maidenhead (Berkshire), donde Kate Winslet fue educada.

Asistió a la escuela primaria de Santa María y Todos los Santos de la Iglesia de Inglaterra. El hecho de vivir y ser parte de una familia de actores, fue lo que la motivó a dedicarse a la interpretación desde muy pequeña. Ella y sus hermanas participaron en espectáculos teatrales de aficionados en la escuela y en un teatro local juvenil, llamado Foundations. A los 5 años de edad, hizo su primera aparición en el escenario como María en la producción de Navidad de su escuela. Se describió a sí misma como una niña bastante robusta, sus compañeros de escuela la apodaron «grasa» y  se burlaban de ella por su aspecto físico. Sobre esa experiencia, dijo: «No me encerré y renuncié a mi sueño. Luché y me enfrenté a todas mis inseguridades». A la edad de 11 años, fue aceptada en la Escuela de Teatro Redroofs en Maidenhead, la cual también funcionaba como una agencia y llevaba a sus estudiantes a Londres para realizar audiciones para trabajos de interpretación. En esta escuela participó en las producciones de Alicia en el país de las maravillas y El león, la bruja y el armario, e interpretó el papel principal de Wendy Darling en Peter Pan. Trabajó simultáneamente con la Compañía de Teatro Starmaker en Reading, participando en más de 20 de sus producciones teatrales, pero ha dicho que rara vez fue seleccionada como protagonista debido a su peso, sin embargo, interpretó papeles importantes como el de la señorita Agatha Hannigan en Annie, la madre lobo en El libro de la selva, y Lena Marelli en Bugsy Malone.
En 1991, dos semanas después de terminar sus exámenes del colegio, debutó en la televisión como uno de los miembros principales del reparto de la serie de ciencia ficción de la BBC, Dark Season, donde dio vida a Reet, una estudiante que ayuda a sus compañeros de clase a luchar contra un hombre siniestro que distribuye computadoras gratis a su escuela. Tras cumplir 16 años, la falta de dinero la obligó a abandonar Redroofs, motivo por el que trabajó en una delicatessen para mantenerse. En 1992, obtuvo un pequeño papel en la miniserie Anglo-Saxon Attitudes, una adaptación de la novela satírica de Angus Wilson del mismo nombre. Winslet, que pesaba 84 kilogramos en ese momento, interpretó a la hija de una mujer obesa. Durante el rodaje, un comentario del director Diarmuid Lawrence sobre el parecido entre ella y la actriz que interpretaba a su madre, fue lo que la incitó a perder peso. Entre 1992 y 1993 formó parte del elenco de la comedia de televisión Get Back, donde interpretó a la joven hija de un hombre en bancarrota, también en 1993 participó en un episodio de la serie Casualty.

## Carrera

### 1994-1996: Primeros proyectos cinematográficos
En 1994, se encontraba entre las ciento setenta y cinco jóvenes candidatas que realizaban audiciones para el drama psicológico Heavenly Creatures de Peter Jackson, y fue elegida después de impresionar al director con la intensidad que interpretó su prueba. La producción localizada en Nueva Zelanda, se basa en el caso del asesinato Parker-Hulme de 1954, en el que Winslet interpretó a Juliet Hulme, una adolescente que ayuda a su amiga Pauline Parker (interpretada por la neozelandesa Melanie Lynskey) a asesinar a la madre de esta. Se preparó para el papel leyendo las transcripciones del juicio por asesinato de las niñas, sus cartas y diarios, e interactuó con sus conocidos. Describió su experiencia en la película como una «clase magistral de actuación» y dijo que aprendió muchísimo del trabajo. Jackson filmó en lugares reales del asesinato, y la experiencia la dejó traumatizada, comentó que le resultó difícil separarse de su personaje, y que después de regresar a casa, lloraba frecuentemente. La película fue aclamada por la crítica y supuso un gran avance para Winslet, a quien el periodista de The Washington Post, Desson Thomson describió como «una bola de fuego de ojos brillantes que ilumina cada escena en la que está», Kate grabó el tema «Juliet's Aria» para la banda sonora de la película, y fue galardonada con el  Premio Empire a la mejor actriz por su actuación. También ese año, interpretó a una secretaria llamada Geraldine Barclay, en la adaptación teatral de la obra del dramaturgo británico Joe Orton,  What the Butler Saw, presentada en el Royal Exchange Theatre de Mánchester.
Mientras promocionaba Heavenly Creatures en Los Ángeles, audicionó para el breve papel de Lucy Steele para la adaptación cinematográfica de 1995 de la novela Sense and Sensibility de Jane Austen, escrita y protagonizada por Emma Thompson. Muy impresionada por su audición, Thompson la eligió para un papel mucho más relevante, el de la adolescente Marianne Dashwood. El director Ang Lee quería que interpretara el papel con gracia y moderación, aspectos que él sentía que faltaban en su actuación de Heavenly Creatures, por ello le pidió que practicara taichí, leyera literatura gótica y aprendiera a tocar el piano. David Parkinson de Radio Times, destacó la interpretación de Winslet entre el elenco, y Mick LaSalle del San Francisco Chronicle, hizo mención de lo bien que había retratado «el crecimiento y la madurez de su personaje». La película recaudó cerca de 135 millones de dólares en todo el mundo, y Kate obtuvo varios reconocimientos por su trabajo. Ganó el Premio del Sindicato de Actores y el Premio BAFTA a la mejor actriz de reparto, y recibió nominaciones para el Globo de Oro y el Premio Óscar en la misma categoría. También en 1995, participó en la película A Kid in King Arthur's Court como la princesa Sarah, junto al actor británico Daniel Craig.
En 1996, tuvo papeles en dos películas dramáticas, Jude y Hamlet. En Jude, de Michael Winterbottom, basada en la novela Jude the Obscure de Thomas Hardy, interpretó a Sue Bridehead, una joven que se enamora de su primo, Jude (interpretado por Christopher Eccleston). Roger Ebert del Chicago Sun-Times dijo que el papel le permitía demostrar su rango de actuación, y la elogió por «hacer de Sue una mujer atrevida y desafiante que preferiría tener la razón en lugar de ser feliz». En la otra película, fue elegida para el papel de Ophelia, la amante condenada del personaje principal, en la adaptación cinematográfica de Kenneth Branagh de la tragedia de William Shakespeare, Hamlet. Kate, de 20 años en ese entonces, se sintió intimidada por la experiencia de interpretar una obra de Shakespeare con actores consagrados como Branagh y Julie Christie, afirmando que el trabajo requería «un nivel intelectual que no creía poseer». Aun así, Mike Jeffries de la revista Empire, describió su desempeño en la cinta como «impresionante». A pesar de la gran aclamación crítica que obtuvieron las películas, Jude y Hamlet recaudaron poco en taquilla.

### 1997-2003:Titanicy estrellato internacional

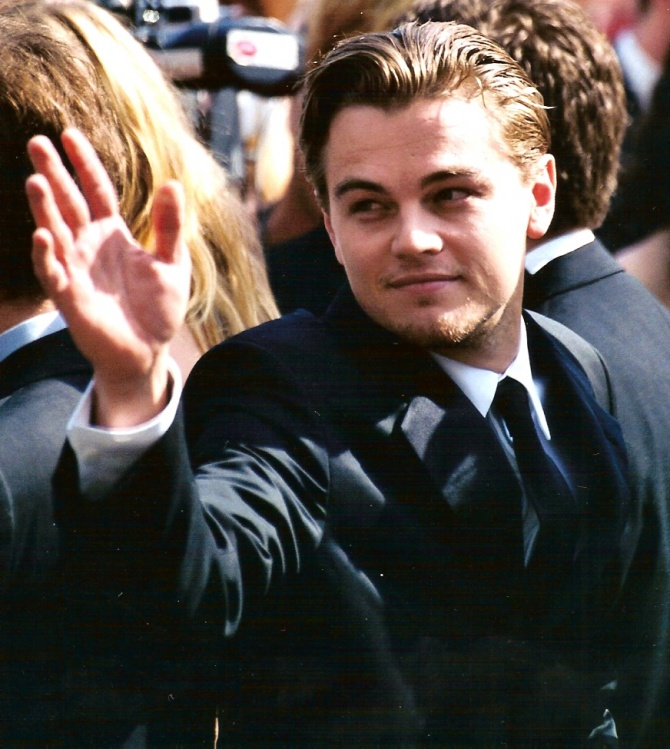
Leonardo DiCaprio coprotagonizó junto a Kate Winslet, Titanic en 1997. Una periodista de la revista Vanity Fair los catalogó como «la pareja más emblemática de Hollywood» desde Humphrey Bogart e Ingrid Bergman.

Winslet estaba interesada en interpretar el papel de Rose DeWitt Bukater, una joven de la alta sociedad que viajaba a bordo del transatlántico RMS Titanic, sin embargo, el director James Cameron se mostró reticente al principio, ya que prefería a actrices más conocidas en ese momento, como Claire Danes o Gwyneth Paltrow, pero Kate le insistió diciendo: «¡No lo entiendes! Yo soy Rose. No sé por qué sigues viendo a otras personas», logrando así, que le dieran el papel, de este modo, se incorporó al rodaje de una súper producción apoyada por dos grandes estudios. Leonardo DiCaprio, Kathy Bates, Billy Zane, Frances Fisher, Víctor Garber y Gloria Stuart coprotagonizaron esta cinta. Titanic tenía un presupuesto de 200 millones de dólares, y su muy arduo rodaje se llevó a cabo en la Playa de Rosarito en Baja California, donde se creó una réplica del barco. El rodaje le resultó muy agotador, ya que en una ocasión estuvo a punto de ahogarse, contrajo gripe, sufrió de hipotermia al sumergirse en agua helada y tuvo hematomas en los brazos y las rodillas. La carga de trabajo la obligaba a dormir solo cuatro horas al día en algunas ocasiones y se sintió exhausta por la experiencia. El crítico David Ansen de Newsweek catalogó a Titanic como una película «grande, atrevida y conmovedora», y elogió a Winslet por capturar «delicadamente el entusiasmo y ardor reprimido» de su personaje. Mike Clark de USA Today consideró que su interpretación era «lo mejor de la película». Contra las expectativas, Titanic se convirtió en la película más taquillera de la historia en ese momento, recaudó más de dos mil millones de dólares en ingresos de taquilla en todo el mundo, y estableció a Kate como una superestrella internacional. La película ganó once Premios Óscar de la Academia (un número pocas veces conseguido), incluyendo el de mejor película, además, Winslet recibió su segunda nominación al Óscar, esta vez como mejor actriz, también fue nominada al Globo de Oro como mejor actriz de drama y al Premio del Sindicato de Actores a la mejor actriz.
A pesar del éxito, no vio a Titanic como un «trampolín para películas más grandes o mayores retribuciones», y optó por producciones independientes con un público minoritario, creyendo que «todavía tenía mucho que aprender» y que no estaba preparada para ser una superestrella de Hollywood. Más tarde manifestaría que gracias a esta decisión pudo consolidar su carrera a largo plazo. En los dos años siguientes, rechazó ofertas para los papeles principales en Shakespeare in Love de 1998 y Anna and the King de 1999, en su lugar, prefirió protagonizar una película basada en la novela semiautobiográfica de Esther Freud, Hideous Kinky, en este largometraje ambientado en los años setenta, tomó el papel de una joven madre británica, Julia, quien en su anhelo de buscar una nueva vida, se traslada con sus hijas desde Londres hasta Marruecos. La crítica Janet Maslin de The New York Times, elogió su decisión de continuar con un proyecto tan poco convencional después de Titanic, y tomó nota de cuán bien había capturado «la inconsciencia y el optimismo» de su personaje.
Del mismo modo, en 1999 participó en el drama psicológico de Jane Campion, Holy Smoke!, en el que dio vida a una mujer australiana que se une a un culto religioso indio. Kate encontró al guion «realmente valiente» y le supuso un desafío retratar a una mujer manipuladora y desagradable. Aprendió el acento australiano y trabajó estrechamente con Campion para justificar la vileza de su personaje. La película requirió que realizara escenas sexuales explícitas con su coprotagonista Harvey Keitel, por lo que David Rooney de Variety, escribió: «Mostrando el tipo de coraje del que pocos jóvenes serían capaces en un rango extraordinario, Winslet no le teme a nada». Ese mismo año, brindó su voz a un hada de la película animada Faeries, y ganó el Premio Grammy en el 2000 al mejor álbum hablado para niños por narrar el cuento The Face in the Lake para el audiolibro de niños, Listen to the Storyteller.
En Quills, una película biográfica estrenada en el año 2000 sobre los años de cautiverio del marqués de Sade, protagonizada por Geoffrey Rush y Joaquin Phoenix, interpretó a Madeleine LeClerc, una joven lavandera sexualmente reprimida que trabaja en un asilo mental. Al calificarla como «la actriz más osada que trabaja hoy en día», James Greenberg de la revista Los Ángeles, la elogió por «continuar explorando los límites de la liberación sexual». Recibió una nominación al Premio del Sindicato de Actores y al Premio Satellite a la mejor actriz de reparto por su interpretación. Al año siguiente, trabajó en la película Enigma de Michael Apted, dio vida a una criptoanalista que tenía la tarea de descifrar las comunicaciones nazis durante la Segunda Guerra Mundial. Estaba embarazada mientras filmaba, y para evitar que se le notara, usó un corsé de restricción bajo su vestuario.

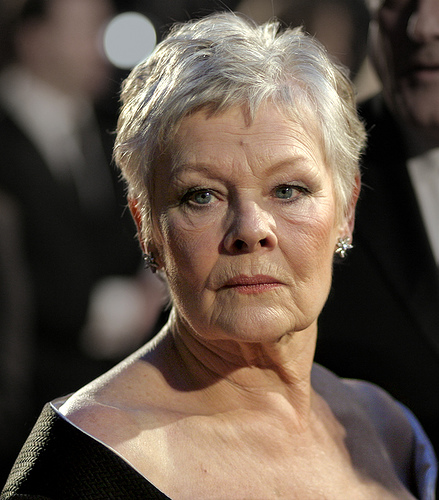
Judi Dench coprotagonizó junto a Kate Winslet, Iris en 2001.

En el biopic Iris de 2001, Kate Winslet y Judi Dench interpretaron a la novelista Iris Murdoch en diferentes edades de su vida. El director Richard Eyre eligió a las dos actrices después de encontrar una «correspondencia de espíritu entre ellas». Winslet se sintió atraída por la idea de interpretar a una protagonista femenina intelectual, por lo que leyó las novelas de Murdoch, estudió las memorias de su marido y vio entrevistas televisadas de Iris. Si la actriz Judi Dench recreó las vivencias de la escritora mientras la enfermedad de Alzheimer la iba destruyendo poco a poco, Kate ofreció una imagen vivaz e independiente que se sentía intelectualmente atraída por un escritor con quien terminaría casándose. Escribiendo para The Guardian, el novelista Martin Amis remarcó que «la seriedad y firmeza de la mirada de Winslet reflejan efectivamente la naciente amplitud de la imaginación de Murdoch». Por el papel, recibió su tercera nominación al Premio Óscar, además de ser nominada a los Globos de Oro y Premios BAFTA como mejor actriz de reparto.
Su tercer lanzamiento cinematográfico de 2001 fue la película animada Christmas Carol: The Movie, basada en la novela de Charles Dickens. Para la banda sonora de la película, cantó el tema «What If», que resultó ser un éxito comercial, y por el que donó sus ganancias a organizaciones benéficas para niños. Después de estar ausente por un año de las pantallas, en 2003 estrenó la película The Life of David Gale, protagonizada por Kevin Spacey. Kate interpretó a Bitsey Bloom, una periodista que conoce a un hombre sentenciado a muerte por haber sido declarado culpable de cometer los delitos de violación y asesinato. Winslet aceptó participar en el proyecto porque deseaba trabajar con el director Alan Parker, a quien admiraba, y creía que la película planteaba preguntas pertinentes sobre la pena capital.

### 2004-2007: Romances, comedias yLittle Children
Para evitar el encasillamiento en dramas históricos, buscó películas ambientadas en tiempos contemporáneos y en especial roles de mujeres comnunes y sufridas. Lo encontró en Eternal Sunshine of the Spotless Mind de 2004, en la que interpretó a la neurótica e impulsiva Clementine Kruczynski, una mujer que decide borrar los recuerdos de su exnovio (interpretado por Jim Carrey). A diferencia de sus anteriores roles, el papel le permitió mostrar «la parte más disparatada» de sí misma. El director Michel Gondry animó a Carrey y Winslet a improvisar en el set, por lo que ella, para mantenerse ágil, practicó kick boxing. Eternal Sunshine of the Spotless Mind fue un éxito financiero modesto pero muy aclamado, ya que varios críticos la calificaron como una de las mejores películas del siglo XXI. Peter Travers de la revista Rolling Stone dijo que era un «romance singularmente divertido e impredecible», y alabó a Kate por crear un personaje «electrizante y extremadamente vulnerable». Un periodista de la revista Premire catalogó su interpretación como la número 81 entre las mejores de todos los tiempos. Para Winslet es uno de sus papeles favoritos, y ha dicho que la película marcó un punto de inflexión en su carrera, llevando a los directores a ofrecerle una gran variedad de papeles. Por su actuación, recibió nominaciones a la mejor actriz en los Premios Óscar, en los Globos de Oro, en los Premios BAFTA, al Premio del Sindicato de Actores y al Premio de la Crítica Cinematográfica.
Firmó un contrato por 6 millones de libras esterlinas para protagonizar otro lanzamiento cinematográfico en 2004, el drama Finding Neverland, una película que narra la relación entre el escritor James Matthew Barrie (interpretado por Johnny Depp) y los muchachos Llewelyn Davies, quienes lo inspiraron a crear Peter Pan, Kate interpretó a la madre de los niños, Sylvia Llewelyn Davies. A pesar de rehusarse a protagonizar otra pieza de época, aceptó el proyecto después de empatizar con el amor de Sylvia por sus hijos. La crítica Ella Taylor del periódico LA Weekly dijo que Winslet estaba «radiante y terrenal como siempre», y Paul Clinton de CNN comentó que su actuación era «excepcional, delicada y afinada». Recibió una segunda nominación a la mejor actriz en la ceremonia de los Premios BAFTA de ese año, y también fue nominada a otro Premio de la Crítica Cinematográfica. Con una recaudación mundial de 116 millones de dólares, Finding Neverland se convirtió en su película más vista desde Titanic.
En 2005, participó como invitada en un episodio de la comedia británica Extras, protagonizada por los comediantes Ricky Gervais y Stephen Merchant. Interpretó una versión satírica de ella misma, una actriz, que en un esfuerzo por ganar un Óscar, toma el papel de una monja en una película sobre el Holocausto, por este trabajo recibió una nominación al Premio Emmy como mejor actriz invitada en una serie de comedia. Además, ese mismo año tuvo un papel secundario en Romance & Cigarettes, una comedia romántica musical dirigida por John Turturro, en la que interpretó a Tula, una mujer promiscua y grosera. Al tener que cantar y bailar para la película, se torció un tobillo mientras filmaba una de las secuencias de baile. Derek Elley de Variety escribió que a pesar de su poco tiempo en pantalla, Winslet tenía «el papel más llamativo y las frases más sucias». Debido a que deseaba pasar más tiempo con sus hijos, rechazó una oferta de Woody Allen para coprotagonizar Match Point de 2005.

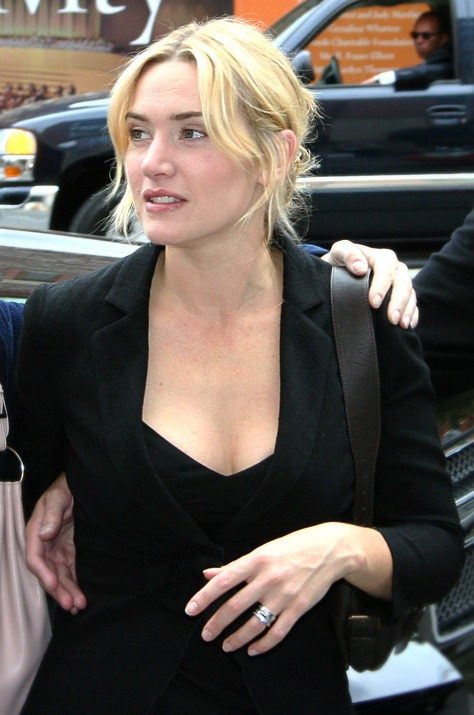
Kate Winslet en el Festival Internacional de Cine de Toronto de 2006.

Tuvo cuatro lanzamientos cinematográficos en 2006. Primero apareció junto a Sean Penn y Jude Law en All the King's Men, un thriller político ambientado en Luisiana de 1940, en el que tomó un papel secundario como el interés amoroso del personaje interpretado por Law. A pesar de contar con un elenco reconocido, el largometraje fracasó en la taquilla, no pudiendo recuperar su inversión de 55 millones de dólares. Su siguiente lanzamiento, el drama Little Children, fue muy bien recibido por la crítica. Basada en la novela del mismo nombre, la película cuenta la historia de Sarah Pierce, una infeliz ama de casa que tiene un tórrido romance con un vecino casado (interpretado por Patrick Wilson). Kate fue desafiada por el hecho de interpretar el papel de una madre indiferente, ya que no entendía ni respetaba las acciones de su personaje. Las escenas que requerían que fuera hostil con la actriz infantil que interpretaba a su hija le resultaron perturbadoras. Habiendo dado a luz a dos niños, se puso nerviosa por las escenas de sexo en las que tenía que estar desnuda, pero asumió el desafío de presentar una imagen positiva para las mujeres que no tenían «cuerpos perfectos». Anthony O. Scott de The New York Times, escribió que «Winslet había logrado captar cada destello del orgullo, las dudas y el deseo de Sarah, trasmitiendo una mezcla de reconocimiento, compasión y preocupación». Por esta interpretación, recibió su quinta nominación a los Premios Óscar, por lo que con 31 años de edad en ese momento, se convirtió en la actriz más joven en acumular cinco nominaciones al Óscar, siendo también nominada a otros galardones como el Globo de Oro, el Premio BAFTA, el Premio del Sindicato de Actores y el Premio de la Crítica Cinematográfica, a todos como mejor actriz.
En contraste con su personaje en Little Children, interpretó un papel que podía «abrazar y adorar realmente» en la comedia romántica de Nancy Meyers, The Holiday, dio vida a Iris Simpkins, una británica que intercambia temporalmente de casa con una estadounidense (interpretada por Cameron Díaz) durante la temporada navideña. Esta película se convirtió en su mayor éxito comercial en nueve años, recaudando más de 205 millones de dólares en todo el mundo. El crítico Justin Chang encontró a la película muy agradable, y tomó nota del brillo y encanto de la actriz. Su lanzamiento final del año fue Flushed Away, una película animada en la que prestó su voz a un personaje llamado Rita.
El único proyecto de 2007 en el que participó, fue como narradora de la versión inglesa de la película francesa para niños, The Fox and the Child.

### 2008-2012: Aclamación crítica y consolidación como actriz
Tuvo dos papeles muy aclamados por la crítica en 2008. Después de leer el guion de Justin Haythe para Revolutionary Road, una adaptación de la novela del mismo nombre de Richard Yates, Winslet recomendó el proyecto a su marido en ese entonces, el director Sam Mendes, y a su coestrella de Titanic, Leonardo DiCaprio. La película muestra las tribulaciones que enfrentó un joven matrimonio en los suburbios estadounidenses de 1950. Kate se sintió atraída por la idea de interpretar a una mujer cuyas aspiraciones y sueños no se habían hecho realidad, diciendo que estaba «impresionada por lo frustrante que debe ser», y para poder comprender la psicología de las infelices amas de casa de la época, leyó el libro The Feminine Mystique. Mendes alentó a DiCaprio y Winslet a pasar tiempo juntos, y ella creía que el «pequeño, opresivo y claustrofóbico» set de grabación en el que trabajaban los ayudaba a desarrollar la tensa relación de sus personajes. Alabándola como «la mejor actriz cinematográfica de habla inglesa de su generación», David Edelstein de la revista New York escribió que «no hay un momento banal en la actuación de Winslet, ni un gesto, ni una palabra».

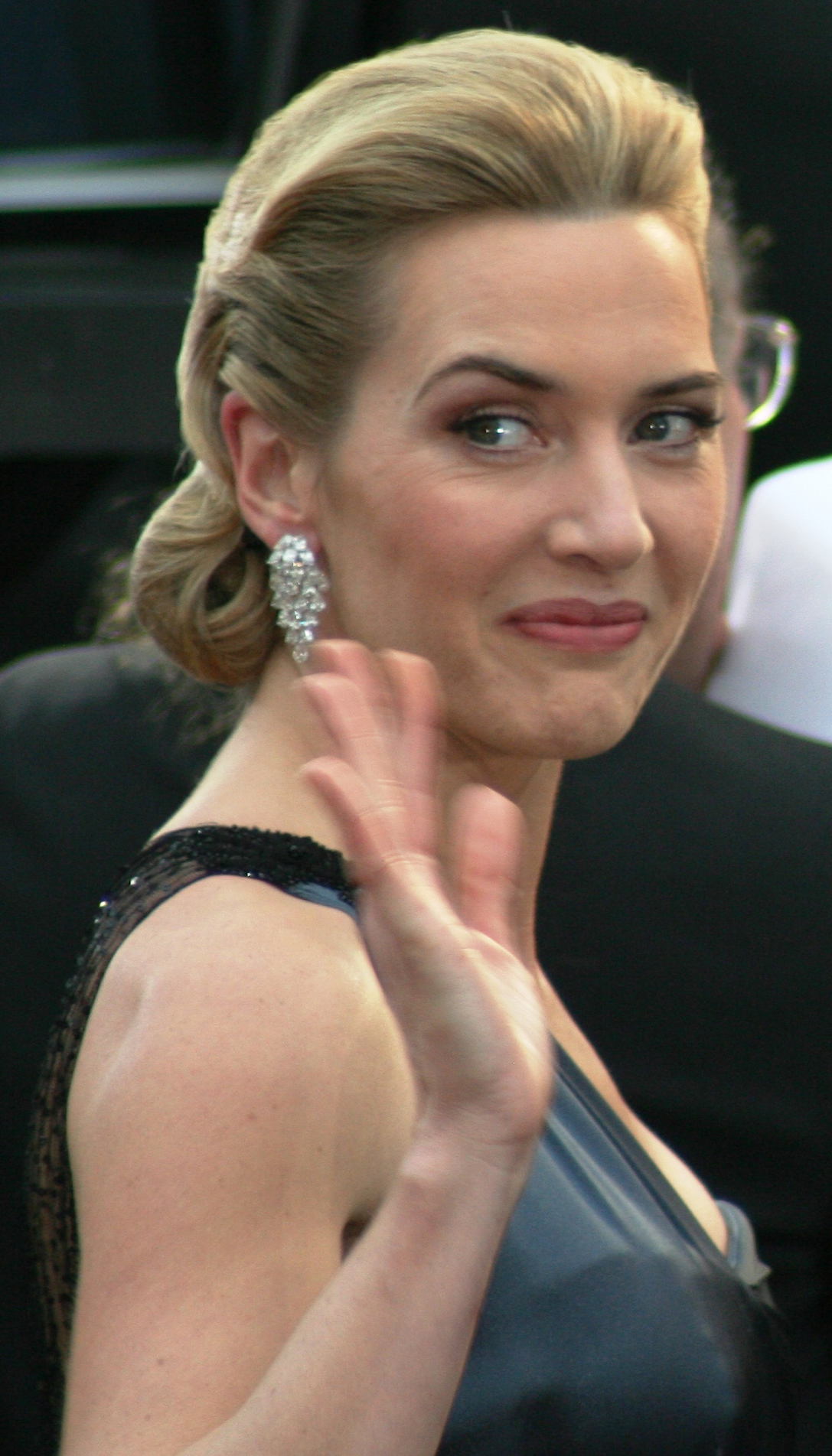
Kate Winslet en la ceremonia de entrega de los Premios Óscar de 2009.

Para evitar un conflicto de programación con la filmación de Revolutionary Road, rechazó una oferta para protagonizar la película The Reader, pero después de que su reemplazo, Nicole Kidman, abandonara el proyecto debido a su embarazo, Kate firmó para él. Dirigida por Stephen Daldry, The Reader es una adaptación del guionista David Hare basada en la novela homónima de Bernhard Schlink. La película cuenta la historia de Hanna Schmitz (Winslet), una mujer analfabeta que tiene una aventura amorosa con un adolescente, y que es llevada a juicio por sus crímenes cometidos como guardia nazi en un campo de concentración durante la Segunda Guerra Mundial. Kate investigó sobre el Holocausto y las guardias de las SS, quedando impactada por lo que aprendió. Para educarse sobre el estigma asociado al analfabetismo, pasó tiempo con los estudiantes de Literacy Partners, una organización que enseña a los adultos a leer y escribir. No pudo simpatizar con Schmitz, diciendo que «no había nada en ella con lo que pudiera identificarse», y luchó por interpretar el papel de la manera más honesta y veraz, sin humanizar las acciones de su personaje. Todd McCarthy de Variety elogió a Winslet por brindarle «una inquebrantable coraza a esta mujer diezmada internamente», y al escribir para The Daily Telegraph, el crítico Sukhdev Sandhu la consideró «absolutamente intrépida en esta película, no solo por su voluntad a exponerse físicamente, sino por su negativa a exponer psicológicamente a su personaje». Su interpretación fue aclamada por la crítica a nivel mundial.
Recibió numerosos e importantes premios por sus actuaciones en Revolutionary Road y The Reader. Hizo historia al ganar un Globo de Oro por cada una de estas películas, y por la última, fue galardonada con el Premio Óscar de la Academia a la mejor actriz, el Premio BAFTA, el Premio del Sindicato de Actores y el Premio de la Crítica Cinematográfica, entre muchos otros. Superó su propio récord como la actriz más joven con la mayor cantidad de nominaciones al Óscar, con su sexta nominación a los 33 años de edad. Agotada por toda la atención que recibió por parte de los medios durante la temporada de premios, se tomó dos años de descanso hasta que estuvo lista para estar frente a las cámaras de nuevo.

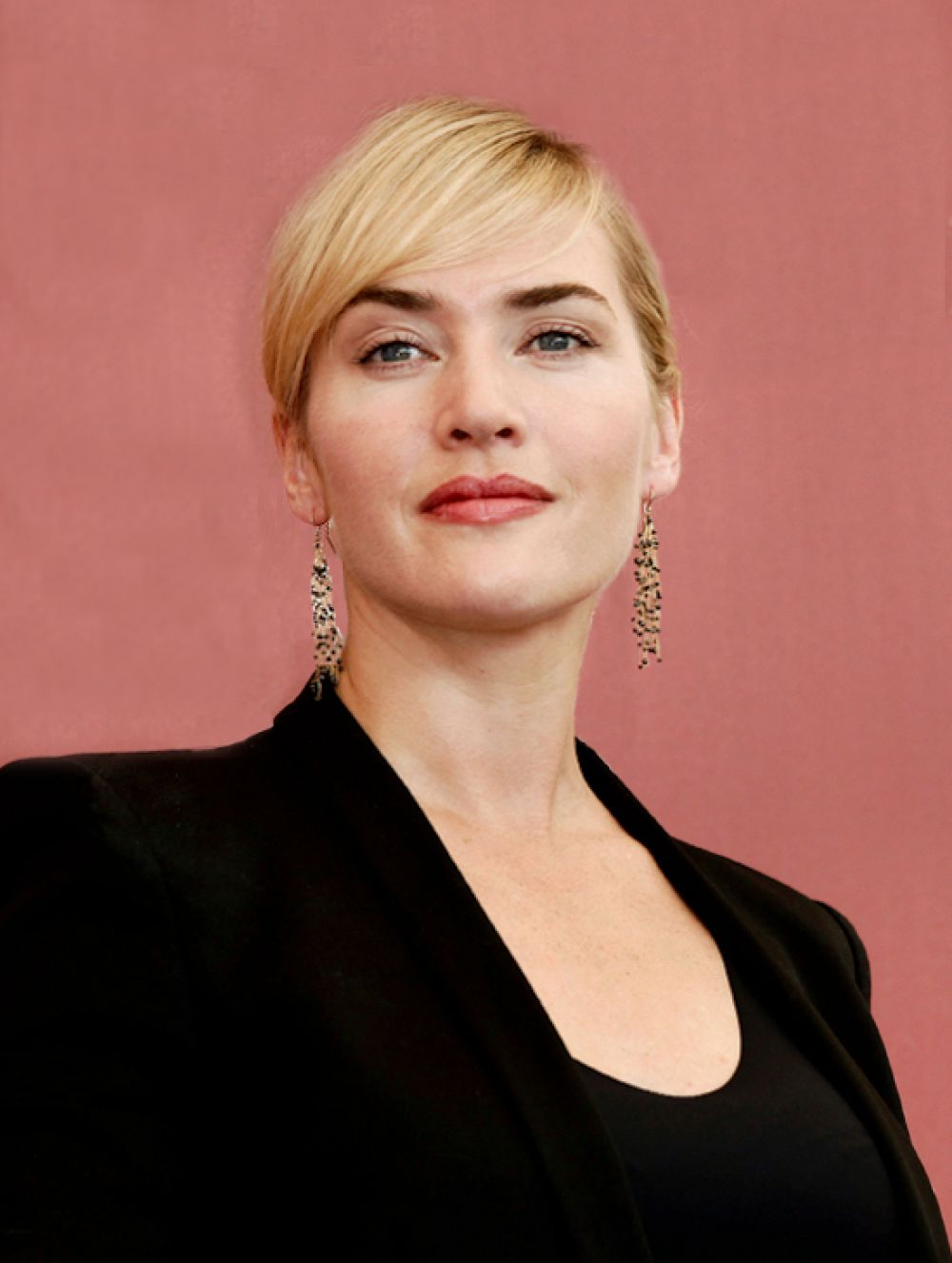
Kate Winslet en el Festival Internacional de Cine de Venecia de 2011.

Regresó a la pantalla con la miniserie Mildred Pierce de 2011, estrenada como una adaptación de 5 capítulos de la novela de James M. Cain del mismo nombre, producida por HBO y dirigida por Todd Haynes. Cuenta la historia de la heroína titular (Winslet), una divorciada durante la Gran Depresión que lucha por establecer un negocio de restaurantes mientras anhela el respeto de su hija narcisista (interpretada por Evan Rachel Wood). Kate, que se había divorciado recientemente de su esposo, creía que ciertos aspectos del viaje de su personaje reflejaban el suyo propio. Se sintió intimidada por el alcance de la producción, ya que apareció en todas las escenas del guion de 280 páginas, dijo que la trama le pareció «poderosa e inquietante», y estaba fascinada por la compleja relación entre madre e hija. Colaboró estrechamente con los diseñadores de producción y vestuario, aprendió a hornear pasteles y cortar pollos. La transmisión tuvo una audiencia limitada, pero obtuvo críticas muy positivas. Matt Zoller Seitz de la revista  Salon, catalogó a la miniserie como «una sencilla y desgarradora obra maestra», y describió la actuación de Winslet como «fantástica, inteligente, enfocada y aparentemente desprovista de ego». Ganó el Premio Emmy a la mejor actriz en una miniserie o telefilme, además de ganar también el Globo de Oro, el Premio del Sindicato de Actores y el Premio Satellite en la misma categoría.
El thriller Contagio de Steven Soderbergh fue otro lanzamiento que tuvo en 2011. En esta película, fue elegida para dar vida a una detective de enfermedades de los CDC, y moldeó su papel basándose en la directora del Centro Nacional de Inmunización y Enfermedades Respiratorias («NCIRD» por sus siglas en inglés), Anne Schuchat. Contagio fue un éxito comercial, y el crítico David Denby de The New Yorker la elogió por capturar «la esencia de una mujer profesional exasperada por la lentitud y la ignorancia». Otro de sus proyectos ese año fue Carnage, dirigida por Roman Polanski y adaptada de la obra God of Carnage por Yasmina Reza. Ubicada completamente dentro de un departamento, la comedia negra sigue a dos grupos de padres que se reúnen para conversar sobre el comportamiento de sus respectivos hijos. Jodie Foster, John C. Reilly y Christoph Waltz coprotagonizaron la película. El elenco ensayó el guion como una obra de teatro durante dos semanas, y Kate llevó a sus hijos con ella a París durante las ocho semanas de filmación. Los críticos consideraron que la adaptación era menos convincente que la obra de teatro, pero elogiaron el trabajo de Foster y Winslet. Ambas recibieron nominaciones a los Globos de Oro.
Dijo que su carga laboral de 2011 le ayudó a superar el dolor de su divorcio, y después de terminar su trabajo en Carnage, tomó un descanso de la actuación para centrarse en sus hijos. El 21 de noviembre de 2012, fue nombrada por la Reina Isabel II del Reino Unido, Comendadora de la Orden del Imperio Británico (CBE) por sus servicios al drama. También en 2012, realizó una grabación para un audiolibro de la novela de Émile Zola, Thérèse Raquin.

### 2013-2019: Fluctuaciones profesionales ySteve Jobs
Inicialmente se mostró reacia a aceptar la oferta de Jason Reitman de protagonizar su adaptación cinematográfica de 2013 de la novela Labor Day de Joyce Maynard, pero estuvo de acuerdo después de que Reitman pospusiera la producción durante un año para respetar el compromiso de Kate con sus hijos. La película, ambientada en un fin de semana del Día del Trabajo, cuenta la historia de Adele (Winslet), una madre divorciada y agorafóbica que se enamora de un convicto fugado. Describiendo al personaje de Adele como poseedor de «más vulnerabilidad que fuerza», Kate descubrió que se apartaba de las mujeres de carácter fuerte que solía interpretar. La recepción crítica de la película fue variada, pero a ella la felicitaron por «hacer lo posible para agregarle capas a su rol de víctima vulnerable». Por esta película, obtuvo su décima nominación a los Globos de Oro. El 17 de marzo de 2014, recibió su estrella en el Paseo de la Fama de Hollywood.

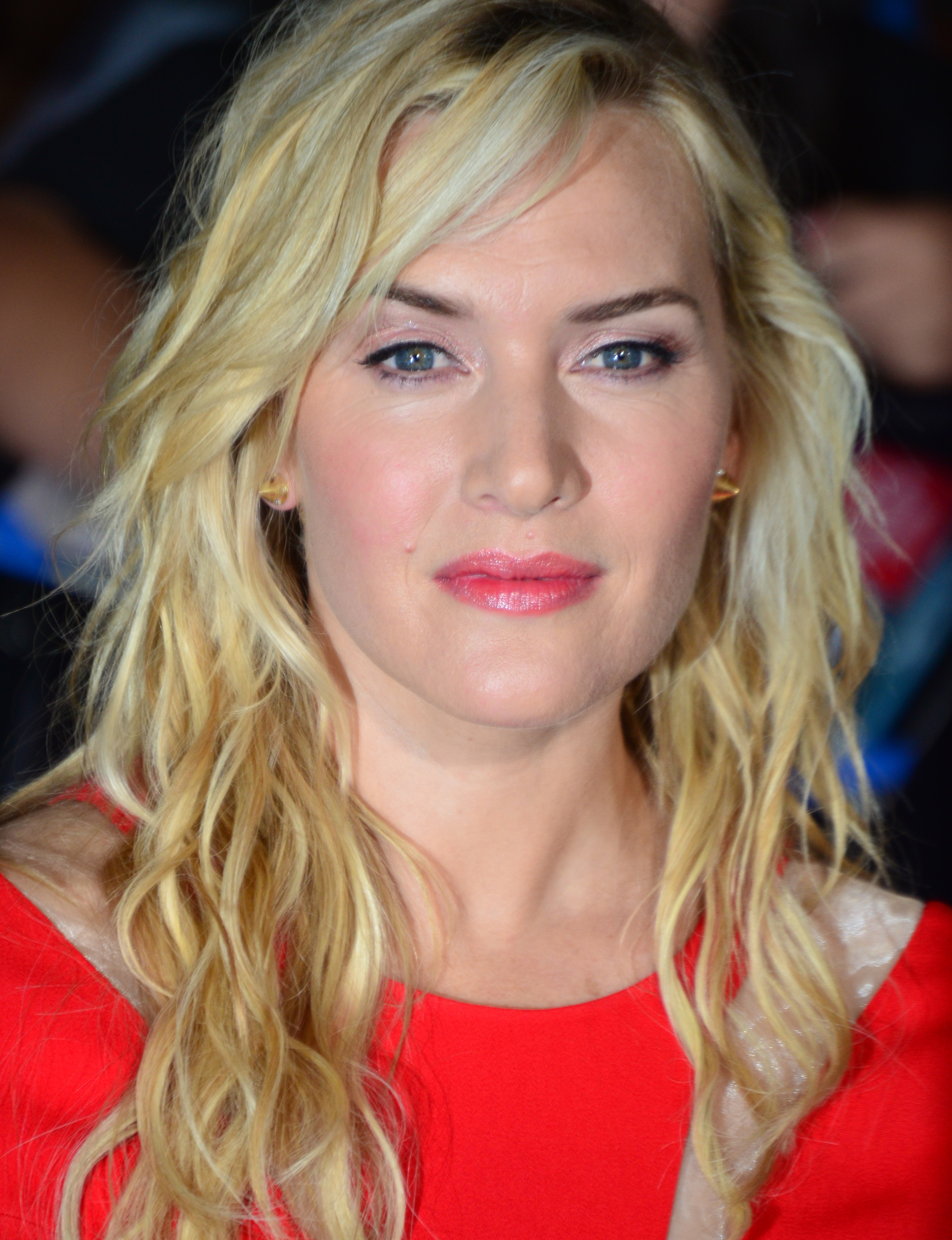
Kate Winslet en la premiere de Divergente en 2014.

La posibilidad de interpretar un papel de villana, la atrajo para dar vida a Jeanine Matthews en la película de ciencia ficción, Divergente de 2014. Situada en un futuro distópico, la adaptación de la novela para jóvenes adultos de Veronica Roth está protagonizada por Shailene Woodley como una heroína que lucha contra un régimen opresivo encabezado por el personaje de Winslet. Como estaba embarazada de su tercer hijo mientras filmaba, sus trajes ajustados tuvieron que ser modificados para ocultar el embarazo. Para mantener la intimidante personalidad de su personaje, permaneció distante de sus compañeros durante gran parte del rodaje. La película fue un éxito comercial y obtuvo una recaudación mundial de 288 millones de dólares. Ese mismo año estrenó A Little Chaos, marcando su regreso al género de las películas de época, dirigida por Alan Rickman, trata de una rivalidad entre los jardineros encargados de construir una fuente en el Palacio de Versalles. Tuvo el papel de la arquitecta ficticia, Sabine De Barra, alguien con quien se sentía identificada, ya que creía que este personaje había superado el dolor y las dificultades extremas al igual que ella. Catherine Shoard de The Guardian, tomó nota de la «honestidad emocional» que le aportó a su personaje, pero criticó la inverosimilitud de su papel. También en 2014, grabó audiolibros de las novelas infantiles de Roald Dahl, Matilda y  The Magic Finger.

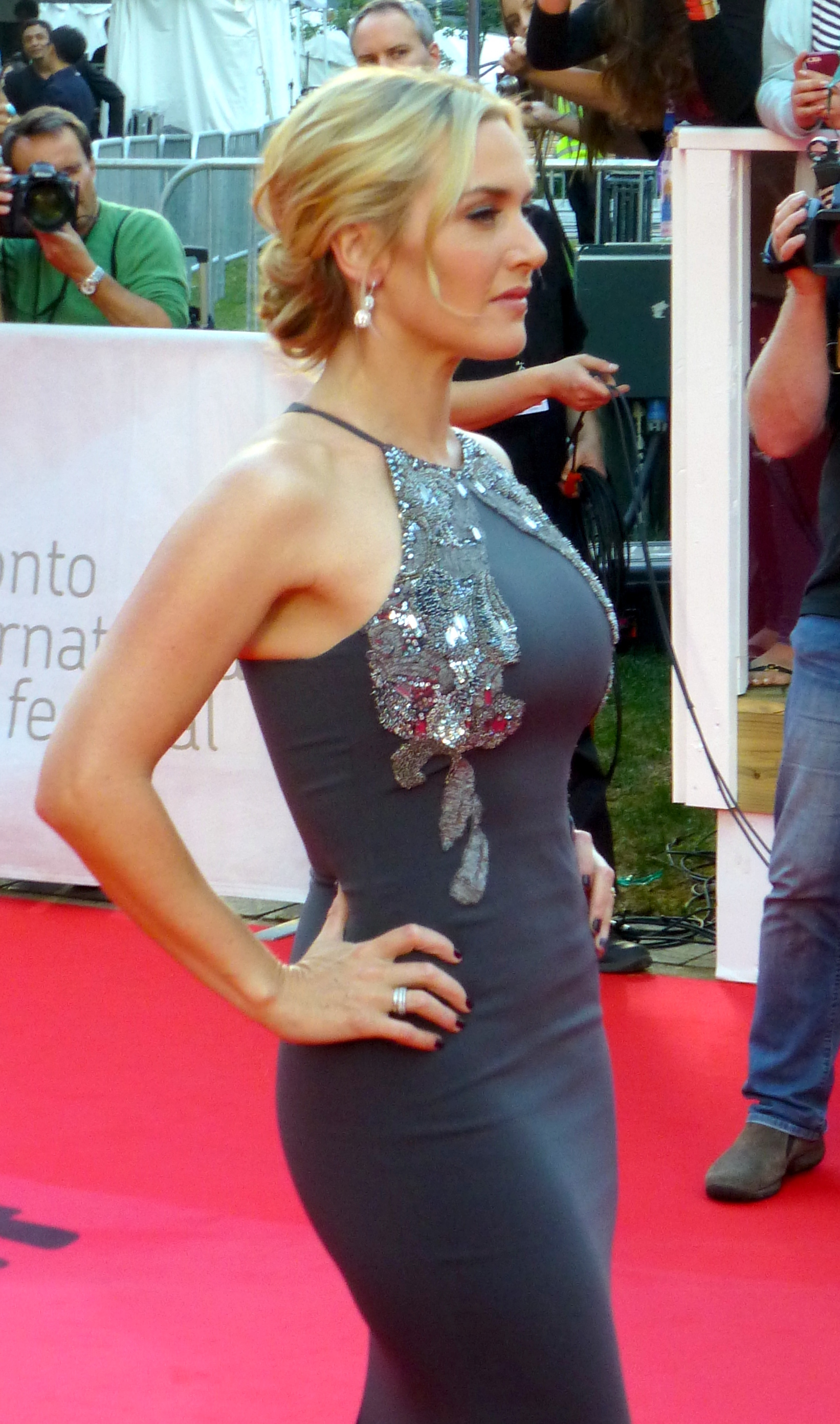
Kate Winslet en el Festival Internacional de Cine de Toronto de 2015.

En 2015, retomó el papel de Jeanine Matthews en la segunda entrega de la serie Divergente, titulada Insurgente, la cual obtuvo 297 millones de dólares en ingresos de taquilla en todo el mundo. Su siguiente película fue una adaptación de la novela gótica australiana The Dressmaker, dirigida por Jocelyn Moorhouse. Interpretó a Myrtle «Tilly» Dunnage, una costurera que regresa a su ciudad natal años después de haber sido acusada de asesinato. Aprendió a coser para el papel y diseñó algunos de sus propios trajes. La producción fue filmada en el desierto australiano y Winslet encontró difícil tener que usar vestidos de alta costura en las inclemencias del tiempo. El largometraje se convirtió en una de las películas australianas más taquilleras de todos los tiempos, pero recaudó poco en otros territorios, y Kate ganó un Premio AACTA a la mejor actriz.
Mientras filmaba The Dressmaker, se enteró de que se realizaría una nueva película biográfica sobre Steve Jobs, escrita por Aaron Sorkin y dirigida por Danny Boyle. Decidida a obtener el papel para interpretar a Joanna Hoffman, directora de mercadotecnia y confidente de Jobs, envió una foto suya vestida como Hoffman al productor de la película. Steve Jobs, con Michael Fassbender en el papel principal, es contada en tres actos, cada uno representando un hito clave en la carrera de Jobs. Para su preparación, Kate pasó tiempo con Hoffman, y trabajó con un entrenador de dialecto para adoptar su acento tan característico, una mezcla de armenio y polaco, al que considera como el más difícil que ha hecho. El elenco ensayó cada acto como una obra de teatro y lo filmó en secuencia. Winslet colaboró estrechamente con Fassbender, y su relación fuera de la pantalla reflejó la dinámica colegial entre Jobs y Hoffman. La película y su interpretación recibieron algunas de las mejores críticas de su carrera. La crítica especializada elogió su trabajo, Peter Howell del periódico Toronto Star dijo que logró interpretar su papel con «fuerza y gracia», sumada a «una seriedad que no siempre está en el guion». Ganó un Globo de Oro y un Premio BAFTA como mejor actriz de reparto por su papel en la película, y recibió su séptima nominación a los Premios Óscar, así como nominaciones al Premio del Sindicato de Actores y al Premio de la Crítica Cinematográfica.
En 2016, estrenó el thriller de suspense Triple 9, dirigido por John Hillcoat y coprotagonizado por Casey Affleck, Chiwetel Ejiofor y Woody Harrelson, interpretó a Irina Vlaslov, una despiadada mafiosa ruso-israelí, a quien Winslet describió como un «personaje realmente desagradable y glamoroso». Su siguiente lanzamiento del año fue el drama Collateral Beauty, un largometraje que muestra la lucha emocional de un hombre (interpretado por Will Smith) para superar la muerte de su hija.

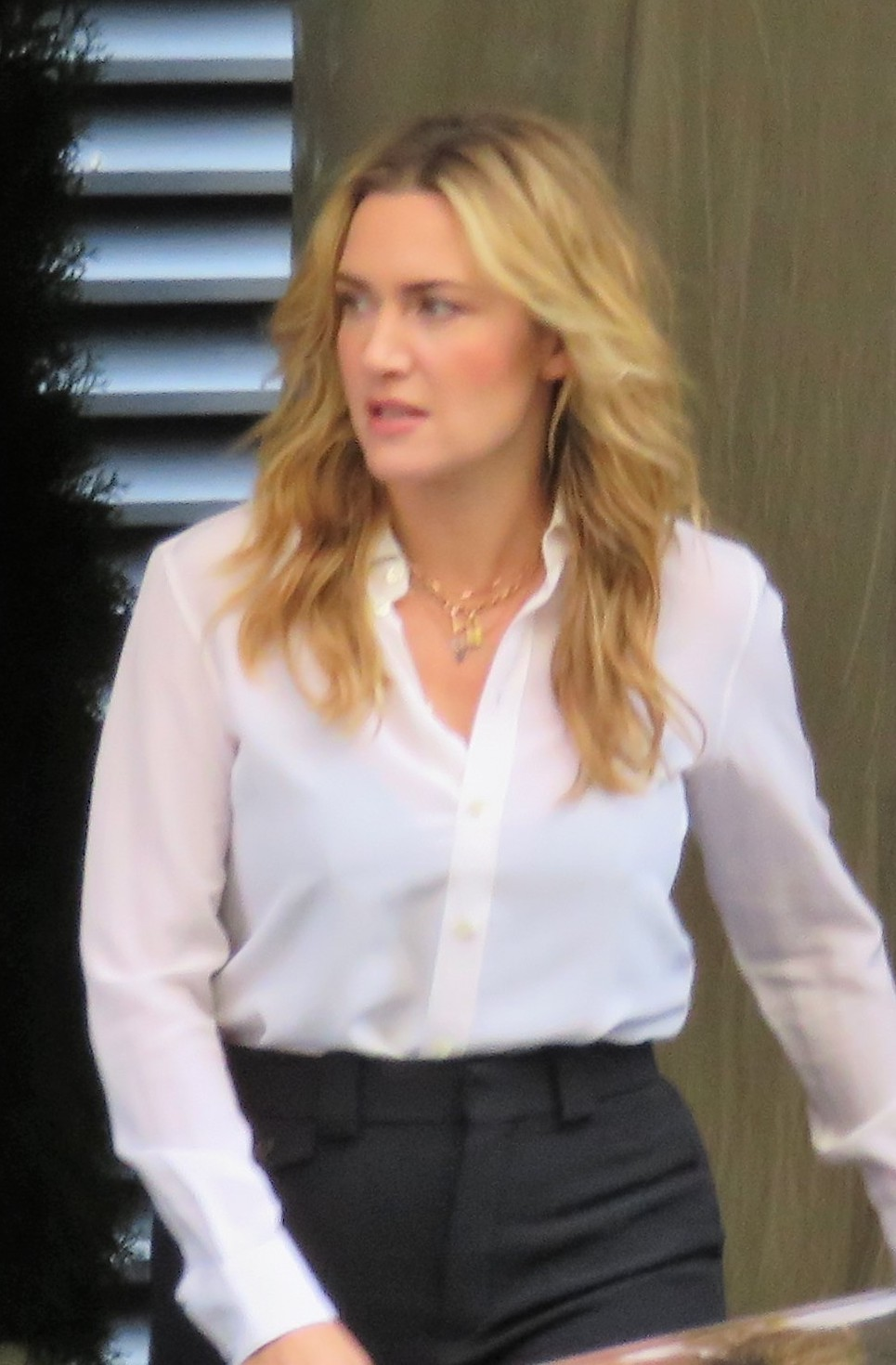
Kate Winslet en un evento para The Mountain Between Us en 2017.

En 2017, coprotagonizó la película The Mountain Between Us, asumiendo el desafío de un interpretar un papel que requería de un gran esfuerzo físico. Aquí, Idris Elba y ella son dos extraños que se estrellan en una fría y desolada montaña. La mayor parte de las escenas se filmaron en las montañas del oeste de Canadá a 10,000 pies (3,000 metros) sobre el nivel del mar, donde la temperatura estaba muy por debajo de cero grados, motivo por el que describió esta experiencia como la físicamente más agotadora de su carrera. Megan Garber de la revista The Atlantic, alabó la química entre los dos actores.
Wonder Wheel de Woody Allen, un drama ambientado en la década de 1950 en Coney Island, fue su siguiente lanzamiento en 2017. Dio vida a Ginny, un ama de casa temperamental envuelta en una aventura amorosa con un salvavidas (interpretado por Justin Timberlake). Describió a Ginny como alguien «en un estado permanente a desmoronarse», por lo que interpretarla le resultó difícil, ya que este personaje sufría de ansiedad y tenía problemas para dormir. A pesar de que la película no obtuvo buenas reseñas, Kate fue alabada por la crítica y se consideró que era su «actuación emocionalmente más resonante» en una década, por esta interpretación ganó el Hollywood Film Award a la mejor actriz. Cuando realizaba la promoción de la película, se le preguntó acerca de su decisión de trabajar con Allen a pesar de que existe una acusación de abuso sexual infantil en su contra, a lo que Winslet respondió diciendo que prefería no hablar sobre la vida personal del cineasta. Debido a sus compromisos con The Mountain Between Us y Wonder Wheel, rechazó una oferta de Yorgos Lanthimos para coprotagonizar The Favourite de 2018.
En 2019, brindó su voz para Moominvalley, una serie animada de televisión sobre los Moomins. Ese mismo año, trabajó bajo la dirección de Roger Michell para protagonizar junto a Susan Sarandon y Mia Wasikowska, Blackbird, una nueva versión de la película danesa Silent Heart de 2014. Este drama sigue la historia de una moribunda madre (Sarandon) que reúne a su familia durante un fin de semana para comunicarles su decisión de acabar con su vida, ya que la grave enfermedad que padece no puede ser curada.

### 2020-presente: Resurgimiento
Interpretó a la paleontóloga británica Mary Anning en Ammonite de 2020, una película dirigida por Francis Lee y ambientada en Inglaterra de 1840 como un romance entre Anning y Charlotte Murchison (interpretada por Saoirse Ronan). Kate colaboró estrechamente con Ronan para coreografiar sus propias escenas de sexo, y para entrar en el espacio mental de su personaje, vivió aislada de los otros actores durante gran parte del rodaje, quedándose sola en una cabaña alquilada en Dorset (lugar donde filmaron). Caryn James de la BBC la elogió por retratar a Anning como una mujer «dura y frágil pero inmensamente compasiva» y consideró que su actuación era «contenida y potente», siendo una de las mejores de su carrera. Manuel Betancourt de la revista New York la catalogó como su «retorno a las grandes ligas». Con la finalidad de tener más tiempo de preparación para su papel en Ammonite, renunció a participar en la comedia dramática de Wes Anderson, The French Dispatch. También en 2020, brindó su voz al caballo titular de la película Black Beauty, una adaptación cinematográfica de la novela del mismo nombre.
Regresó a HBO para protagonizar y producir, Mare of Easttown de 2021, una miniserie sobre una detective de policía que investiga el reciente asesinato de una joven madre mientras intenta evitar que su propia vida se desmorone. Como su personaje es originario del Condado de Delaware en Pensilvania, tuvo que dominar el acento distintivo de Delco, y para lograrlo, trabajó con una entrenadora de dialectos que le ayudó a perfeccionarlo. Dijo que este acento se encuentra entre los dos más difíciles que ha hecho hasta la fecha. La miniserie y su interpretación recibieron varios elogios por parte de la crítica, Richard Roeper del Chicago Sun-Times escribió que «su magnífica actuación hace que ella desaparezca en el personaje», y Lucy Mangan de The Guardian escribió que «si alguien puede dar una interpretación de tan alto nivel a estas alturas de su carrera, esa es Winslet sin duda alguna. Es absolutamente maravillosa». Mare of Easttown no solo fue aclamada por la crítica, también demostró ser un éxito de audiencia para HBO. Kate fue nominada a un Premio BAFTA como mejor actriz de televisión, y ganó su segundo Premio Emmy como mejor actriz en una miniserie o telefilme, además de un Globo de Oro, un Premio del Sindicato de Actores, un Premio de la Crítica Televisiva, un Premio Satellite y un Premio AACTA en la misma categoría.
Luego de filmar Mare of Easttown, se tomó un año libre de trabajo para pasar tiempo con su familia. En 2022 narró Eleven Days in May, un documental dirigido por los cineastas Michael Winterbottom y Mohammed Sawwaf, que trata sobre la muerte de más de 60 niños palestinos, quienes fueron asesinados en el bombardeo a la Franja de Gaza durante un periodo de once días en mayo de 2021. Ese mismo año protagonizó junto a su hija Mia Threapleton un largometraje improvisado de la serie de antología de Channel 4, I Am..., titulado «I Am Ruth», sobre los efectos negativos de las redes sociales. Por este trabajo ganó dos Premios BAFTA, uno como mejor actriz de televisión y uno al mejor drama singular como productora. Entre los años 2017 y 2018, Winslet filmó simultáneamente las dos primeras secuelas de la película de ciencia ficción de 2009 del director James Cameron, Avatar. Para grabar sus escenas se requirió que trabajara con tecnología de captura de movimiento y aprendiera buceo libre, logró contener la respiración bajo el agua durante siete minutos y estableció un nuevo récord para cualquier escena filmada bajo el agua. Estrenada también en 2022, Avatar: The Way of Water recaudó más de dos mil millones de dólares a nivel mundial, posicionándose como la tercera película más taquillera de todos los tiempos, y la segunda película de Kate, después de Titanic, en cruzar la barrera de los dos mil millones de dólares. La tercera película de la saga se estrenará en diciembre de 2024.
Volverá a trabajar con HBO en dos nuevas miniseries: Trust, basada en la novela del escritor argentino Hernán Díaz, y The Regime, dirigida por Stephen Frears, de la que también será productora ejecutiva. Interpretará a la modelo y fotógrafa Lee Miller en una próxima película, titulada Lee, la producción de esta cinta grabada en Croacia tuvo que ser suspendida por un breve periodo de tiempo cuando Winslet fue llevada a un hospital luego de haber sufrido una caída durante el rodaje.
En 2024 se estrenó el documental Kate Winslet: en busca de lo auténtico dirigido por Claire Duguet en el que se analiza su trayectoria y los retos a los que se enfrentó como actriz en su carrera profesional enfrentándose a las imposiciones del mercado cinematográfico sobre el cuerpo de las mujeres, peso y la edad.

## Estilo actoral
Muchos periodistas y críticos consideran a Kate Winslet como una de las mejores actrices de su generación. A pesar de haber alcanzado el estrellato al principio de su carrera con la taquillera película Titanic, rara vez ha actuado en películas de grandes estudios. Una periodista de la revista Elle cree que sus elecciones reflejan el «alma y actitud de una actriz que trabaja atrapada en el cuerpo de una superestrella de cine». En 2022, la revista Empire realizó una encuesta a sus lectores, en la que Winslet fue elegida como una de las 50 mejores actrices de todos los tiempos. La revista se refirió a ella como «una fuerza dramática, que abarca todo tipo de periodos y géneros con un sentido inigualable de dignidad y fortaleza».
Kate pertenece a un grupo de actrices británicas muy condecoradas, incluidas Judi Dench, Emma Thompson y Helena Bonham Carter, quienes se caracterizan por su «autocontrol, expresando emociones a través del intelecto en lugar del sentimiento, y un sentido irónico, que demuestra su gran capacidad para comprender al personaje». Tom Perrotta, el autor de Little Children, ha dicho que Winslet «gravita hacia papeles problemáticos en películas pequeñas», mayormente aquellos que representan a mujeres «espinosas y poco simpáticas». El periodista Mark Harris de la revista Time, cree que su especialidad son las «mujeres inquietas, problemáticas, descontentas, desconcertadas y difíciles», y John Hiscock de The Daily Telegraph, ha identificado su afán por interpretar personajes de espíritu libre. Anthony Lane de The New Yorker, asocia a Winslet con la tenacidad, escribiendo que «la expresión de su rostro y el brillo de su mirada denotan un espíritu de autoliberación, porque conoce el camino que hay por delante y está decidida a tomarlo». Sin embargo, Josephine Livingstone de The New Republic, la encuentra menos convincente en papeles que no tienen una «verdadera vulnerabilidad emocional», creyendo que la actriz es más convincente cuando tiene «la oportunidad de ponerse histérica».
Leonardo DiCaprio, que coprotagonizó con ella, Titanic y Revolutionary Road, la considera como «la actriz mejor preparada y más comprometida en el set», y Jude Law, su coprotagonista en All the King's Men y The Holiday, cree que a pesar de su seriedad, es «muy tranquila y de buen carácter». Su director de Steve Jobs, Danny Boyle, ha identificado su buena disposición para evitar el encasillamiento, y ha dicho que «se esfuerza por reposicionar la perspectiva de los directores y productores sobre ella», para que se la desafíe como artista. Susan Hegarty, quien es entrenadora de dialectos y ha trabajado con Winslet en más de una docena de proyectos, dijo que la actriz «tiene la habilidad de imitar distintos acentos, y que gracias a su buena memoria puede aprender diversas técnicas sin que su concentración en el personaje se vea afectada, ese es un don».
Ha dicho que está interesada en interpretar a «mujeres enloquecidas por la angustia», con fuertes temperamentos que ocultan defectos e inseguridades. Se conecta con «las mujeres que están encontrando la salida de un problema, buscando amor, teniendo alguna lucha en el amor, o cuestionando las cosas importantes de la vida». Se siente atraída por papeles que están en sintonía con sus luchas personales en ciertos momentos de su vida y le resulta difícil separarse de sus personajes, por lo que dice: «Tengo que enfrentar mis verdaderos sentimientos todos los días, eso es bastante agotador. Luego debo ir a casa y preparar la cena». También es conocida por su buena disposición para realizar escenas de desnudos, ya que lo ha hecho en varias de sus películas, aunque antes de aceptar, considera si contribuye o no a la narrativa. Cree que estas escenas promueven una imagen corporal positiva entre las mujeres.

## Imagen pública
Las variaciones de su peso a lo largo de los años han sido muy comentadas por los medios de comunicación, pero Winslet nunca ha permitido que Hollywood dicte su peso. En 2003, la edición británica de la revista GQ publicó fotografías suyas que habían sido modificadas digitalmente para hacerla lucir más alta y delgada, Kate declaró que las modificaciones se hicieron sin su consentimiento, por lo que posteriormente GQ emitió una disculpa. En 2007, ganó un caso de difamación contra la revista Grazia después de que se afirmara que la actriz había visitado a un dietista, reclamó 10 mil libras esterlinas por daños a su persona y las donó a una organización benéfica que se dedica al tratamiento de los  trastornos alimenticios. En 2009, ganó otro caso de difamación contra el periódico británico Daily Mail después de que éste afirmara que había mentido sobre su régimen de ejercicio, recibió una disculpa y una compensación por daños de 25 mil libras esterlinas.

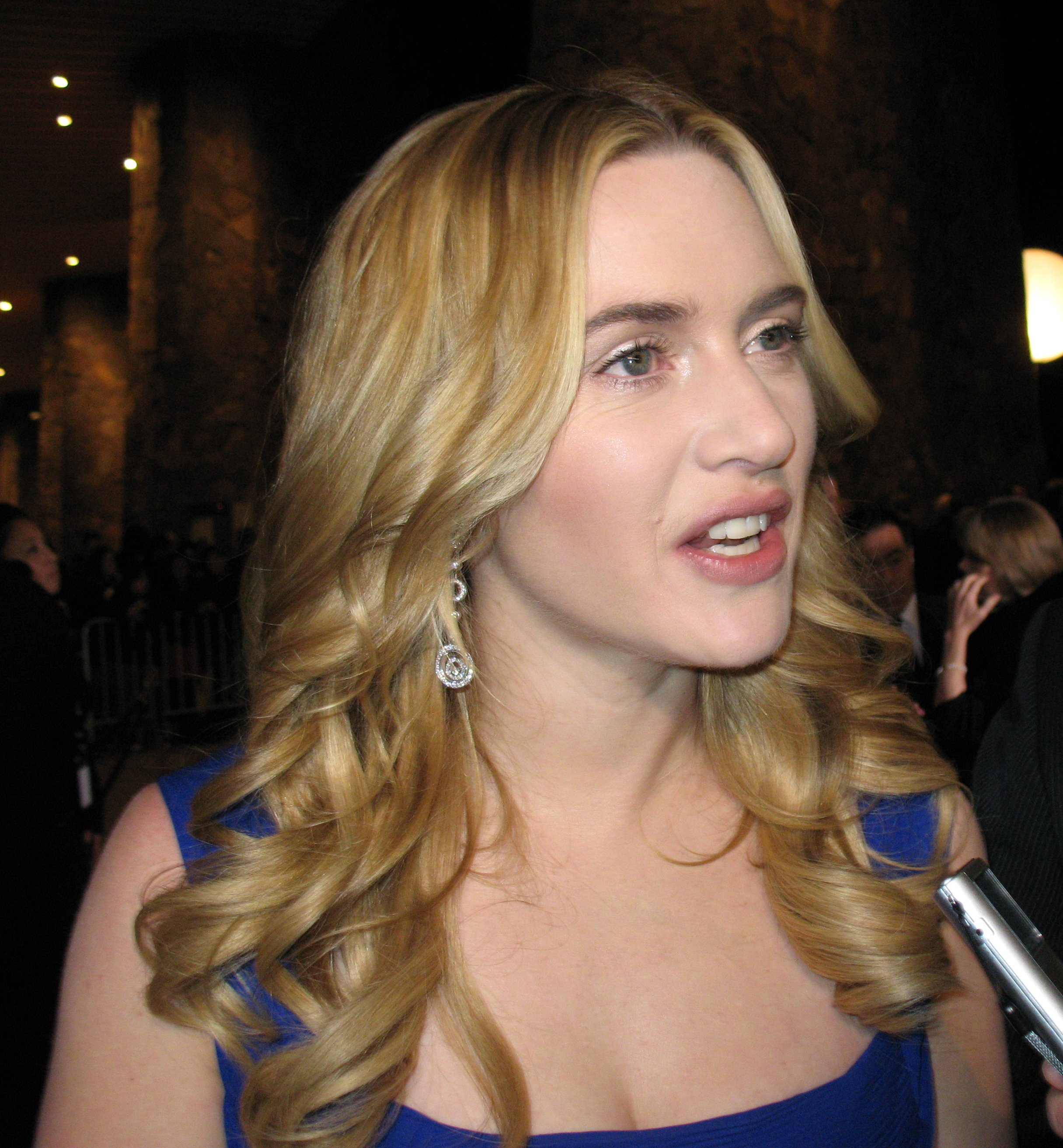
Kate Winslet en el Festival Internacional de Cine de Palm Springs de 2007.

Fue nombrada una de las personas más bellas del mundo por la revista People en 2005. Su belleza y atractivo físico han sido temas de varias otras revistas, entre ellas, Harper's Bazaar, Who y Empire. Ha dicho que no se somete a los estándares de belleza de Hollywood, y aprovecha su influencia como celebridad para incentivar a las mujeres a aceptarse físicamente como son y se sientan orgullosas de su apariencia. Ha hablado en contra del uso de bótox y la cirugía plástica. Debido a que desea fomentar el envejecimiento natural, formó La Liga Británica de Cirugía Anti-Cosmética junto a las actrices Emma Thompson y Rachel Weisz, e instruye a las revistas y marcas para que no eliminen digitalmente sus arrugas en las fotografías.
En 2009, la revista Forbes informó que su salario anual era de 2 millones de dólares, siendo la mayor parte por sus acuerdos de patrocinio. También ese año, el Consejo de Cine del Reino Unido calculó que Winslet representaba un total de 60 millones de libras esterlinas para la economía británica, y que había ganado más de 20 millones de libras esterlinas por sus papeles en el cine desde que protagonizó Sense and Sensibility en 1995. Ha sido nombrada en 2009 y 2021 como una de las 100 personas más influyentes del mundo por la revista Time. En 2011, el famoso Museo Madame Tussauds reveló una estatua de cera de la actriz en su sede de Londres.
En un artículo de 2015 para la revista Elle, Sally Holmes describió la capacidad de Kate para establecer buenas relaciones con otras personas gracias a su forma de ser, y Kira Cochrane de The Guardian, la considera «articulada y sofisticada, con un toque positivo de grandeza». Al describirla como alguien franca, Krista Smith de Vanity Fair dijo que «a pesar de ser una súper estrella, no es una persona pretenciosa». Además, se ha mostrado reacia para discutir la brecha salarial de género en la industria cinematográfica ya que no le gusta hablar de su salario en público, y ha expresado su rechazo a los elaborados viajes de prensa y a las alfombras rojas, calificándolas como una pérdida de dinero.

## Vida personal
Durante el rodaje de Dark Season en 1991, Winslet de 15 años de edad, comenzó una relación romántica con el actor y escritor Stephen Tredre, quien era 12 años mayor que ella. Mantuvieron una relación que duró cuatro años, poniéndole fin por mutuo acuerdo en 1995, pero permanecieron cerca hasta que él murió de cáncer de huesos dos años después. Kate no estuvo presente en el preestreno de Titanic en Los Ángeles para asistir a su funeral en Londres, y describió la experiencia de perderlo como «increíblemente desgarradora». Un año después de la muerte de Tredre, conoció a Jim Threapleton en el set de grabación de Hideous Kinky, donde él era asistente de dirección. Se casaron en noviembre de 1998 en su escuela primaria en Reading, y dio a luz a su hija Mia Threapleton el 12 de octubre de 2000. Al describir su matrimonio con Threapleton como un «desastre», dijo: «Fue la única vez en mi vida que perdí el control de mis instintos». Se divorciaron en 2001, y Winslet creía que la separación había sido «sorprendentemente amistosa».

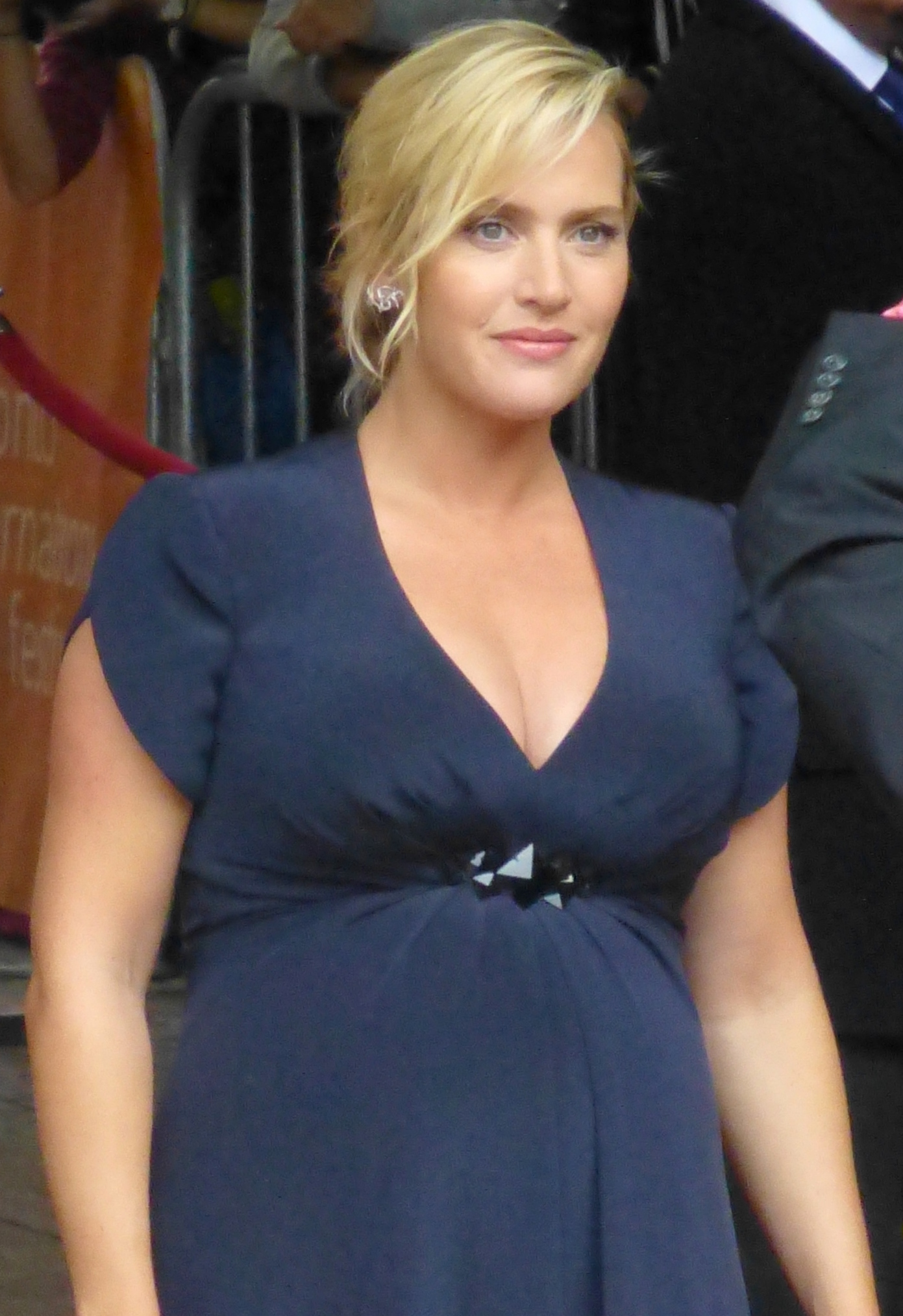
Kate Winslet, embarazada de su tercer hijo.

Poco después de su separación con Threapleton, conoció al director Sam Mendes cuando le ofreció un papel en una obra de teatro, ella rechazó la oferta, pero comenzó a salir con él. Desilusionada por la forma en que los tabloides británicos retrataron su vida personal, se mudó a Nueva York y se casó con Mendes en mayo de 2003 en la isla de Anguila. Su hijo Joe Alfie Winslet Mendes, nació el 22 de diciembre de 2003 en Nueva York. La familia dividió su tiempo entre Nueva York e Inglaterra, con visitas frecuentes a su propiedad en Cotswolds (Reino Unido). Más tarde, en medio de una intensa especulación mediática sobre un romance entre Mendes y la actriz Rebecca Hall, la pareja anunció su separación en marzo de 2010, y se divorció un año después. Winslet admitió estar desconsolada por su separación, pero dejó clara su determinación de velar por sus hijos a pesar de sus rupturas matrimoniales. Después de su divorcio con Mendes, salió por un corto tiempo con el modelo Louis Dowler.
Cuando estaba de vacaciones en la finca de Richard Branson, en la isla Necker en 2011, conoció al que sería su tercer esposo, Edward Abel Smith (conocido legalmente como Ned Rocknroll desde 2008 hasta 2019, sobrino de Branson y trabajador de Virgin Galactic), durante un incendio en esta finca. La pareja se casó en Nueva York en diciembre de 2012, y su hijo Bear Blaze Winslet, nació el 7 de diciembre de 2013, siendo el tercero para Kate y el primero para Smith. Después de regresar a Inglaterra, compró una propiedad valorada en 3.25 millones de libras esterlinas cerca al mar en West Wittering (Sussex Occidental), donde vive con su esposo Edward y sus tres hijos desde 2015. En una entrevista ese mismo año, comentó lo mucho que disfruta vivir en el campo.
Ha dicho que a pesar de sus tres matrimonios y una estructura familiar que algunos podrían percibir como «no convencional», no considera que su familia sea «menos familiar». Rechaza los trabajos que la alejan de sus hijos por mucho tiempo y le gusta programar los compromisos que tiene con la producción de una película para que coincidan con las vacaciones escolares.
En abril de 2021, Winslet denunció la homofobia que existe en Hollywood, diciendo que conoce «al menos cuatro actores que ocultan por completo su sexualidad». Además, afirmó sentirse orgullosa de haber interpretado un personaje gay en su película Ammonite de 2020, y continuó diciendo lo siguiente (respecto a la homofobia): «No puedo decirles la cantidad de actores jóvenes que conozco — algunos muy conocidos, algunos principiantes — que están aterrorizados con la idea de que su sexualidad sea revelada, y se interponga con la oportunidad de ser elegidos para interpretar papeles heterosexuales. Eso está muy mal».

## Filantropía
Kate Winslet ha brindado su apoyo a varias organizaciones benéficas y sus causas. En 2004 se subastó una peluca de color naranja usada por ella en Eternal Sunshine of the Spotless Mind para un evento de recaudación de fondos en un hospicio llamado Helen & Douglas House. En 2006 se convirtió en patrocinadora de una organización benéfica llamada Family Haven, que brinda servicios de asesoramiento a familias vulnerables. Ese mismo año, sobres hechos a mano y diseñados por ella se subastaron para la campaña Pushing the Envelope creada por el National Literacy Trust. Además, Kate fue una de las celebridades que participaron en una subasta de 2007 para recaudar fondos para la Organización de Ayuda de Afganistán (ARO).

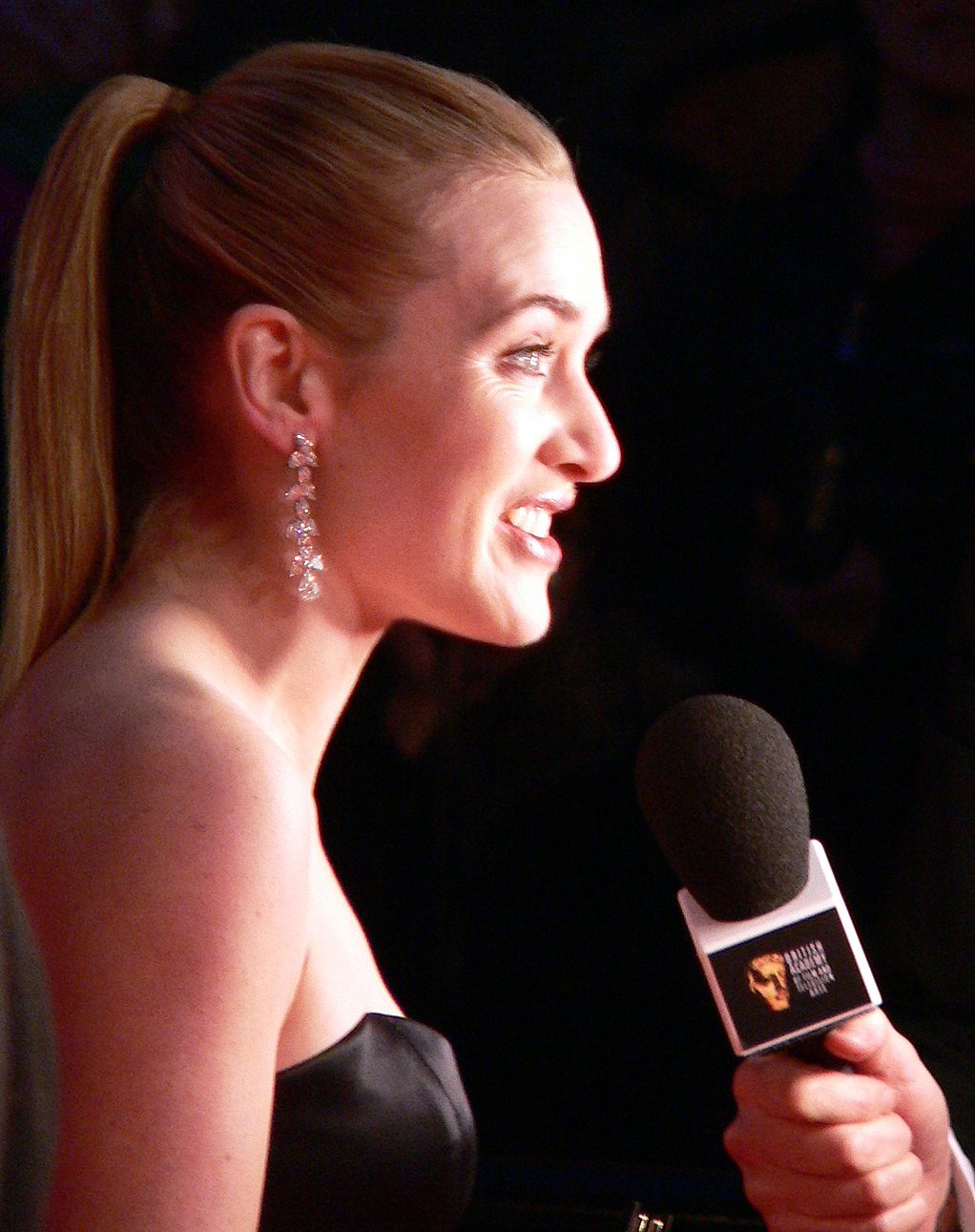
Kate Winslet en la ceremonia de entrega de los Premios BAFTA de 2007.

En 2009 contribuyó al Butterfly Book, una compilación de garabatos realizados por varias celebridades para recaudar fondos para la investigación de la leucemia. También en 2009, Winslet y su coprotagonista de Titanic, Leonardo DiCaprio, el director de la película, James Cameron, y la cantante Celine Dion, decidieron unirse para ayudar financieramente a Millvina Dean, la última sobreviviente del hundimiento del RMS Titanic. La donación que hicieron en conjunto fue de 40 mil dólares, los cuales se utilizaron para pagar las mensualidades del hogar de ancianos en el Reino Unido donde Dean vivía. Ese mismo año narró la versión en inglés de un documental islandés llamado A Mother's Courage: Talking Back to Autism, sobre Margret Ericsdottir, cuyo hijo Keli Thorsteinsson sufre de autismo no verbal. Inspirada por la historia, en 2010 se asoció con Ericsdottir para formar una ONG llamada The Golden Hat Foundation. La organización tiene como objetivo crear conciencia sobre el autismo, y recibió su nombre de un poema escrito por Thorsteinsson. Como embajadora de las marcas de lujo Lancôme y Longines, se asoció con estas compañías para crear conciencia sobre el tema y recaudar fondos para la fundación. Creó una colección de maquillaje para Lancôme en 2011, y diseñó un nuevo reloj para Longines en 2017.
Escribió un libro sobre el autismo, titulado The Golden Hat: Talking Back to Autism, publicado por la editorial Simon & Schuster en 2012. Contiene cartas escritas entre Winslet y Ericsdottir, declaraciones personales de varias celebridades, y contribuciones del propio Thorsteinsson. Un crítico de la revista Publishers Weekly lo elogió por su «calidez y sinceridad». La  Organización de las Naciones Unidas (ONU) presentó su libro durante una ceremonia celebrada en el Día Mundial de Concienciación sobre el Autismo de 2012, y por su trabajo con The Golden Hat Foundation, recibió el premio español Yo Dona al mejor trabajo humanitario.
Winslet narró un video para la organización estadounidense PETA (por sus siglas en inglés), en el que se mostraron actos de crueldad hacia los animales en la fabricación de un producto alimenticio llamado, foie gras. Por ello, alentó a los chefs a dejar de ofrecerlo en su menú, e instó a los consumidores a no ingerirlo. En 2015, prestó su apoyo a la campaña de UNICEF, La lección más grande del mundo, que crea conciencia entre los niños sobre el desarrollo sostenible y la ciudadanía global. Fastidiada de niña por su peso, hizo que tomara una posición en contra de la vergüenza corporal y el acoso. Además, ese año narró un cortometraje de animación australiano sobre una víctima de acoso cibernético, llamado Daisy Chain. En 2017, se asoció con la fundación medioambiental de Leonardo DiCaprio para recaudar fondos por el calentamiento global. También en 2017, DiCaprio y Winslet subastaron una cena privada con ellos mismos para recaudar dinero para el tratamiento de cáncer de una madre británica. En 2018, se asoció con Lancôme y el National Literacy Trust para lanzar un programa que tiene como objetivo educar a mujeres desamparadas en el Reino Unido.
En 2020, leyó un «cuento infantil» como parte de la iniciativa Save with Stories, un llamado de emergencia de la ONG Save the Children, con el objetivo de recaudar fondos para socorrer a los niños afectados por la pandemia de coronavirus.

## Filmografía

### Cine
| Cine | Cine                                       | Cine                      | Cine                                  | Cine | Cine    |
| Año  | Título original                            | Personaje                 | Director                              | Notas | Ref.    |
| ---- | ------------------------------------------ | ------------------------- | ------------------------------------- | --- | ------- |
| 1994 | Heavenly Creatures                         | Juliet Hulme              | Peter Jackson                         | | [ 265 ] |
| 1995 | A Kid in King Arthur's Court               | Princesa Sarah            | Michael Gottlieb                      | | [ 266 ] |
| 1995 | Sense and Sensibility                      | Marianne Dashwood         | Ang Lee                               | Premio BAFTA a la mejor actriz de reparto Premio del Sindicato de Actores a la mejor actriz de reparto | [ 267 ] |
| 1996 | Jude                                       | Sue Bridehead             | Michael Winterbottom                  | | [ 268 ] |
| 1996 | Hamlet                                     | Ophelia                   | Kenneth Branagh                       | | [ 269 ] |
| 1997 | Titanic                                    | Rose DeWitt Bukater       | James Cameron                         | | [ 270 ] |
| 1998 | Hideous Kinky                              | Julia                     | Gillies MacKinnon                     | | [ 271 ] |
| 1999 | Faeries                                    | Brigid                    | Gary Hurst                            | Voz | [ 272 ] |
| 1999 | Holy Smoke!                                | Ruth Barron               | Jane Campion                          | | [ 273 ] |
| 2000 | Quills                                     | Madeleine «Maddy» LeClerc | Philip Kaufman                        | | [ 274 ] |
| 2001 | Enigma                                     | Hester Wallace            | Michael Apted                         | | [ 275 ] |
| 2001 | War Game                                   | Annie                     | Dave Unwin                            | Voz | [ 276 ] |
| 2001 | Christmas Carol: The Movie                 | Belle                     | Jimmy Murakami                        | Voz | [ 277 ] |
| 2001 | Iris                                       | Iris Murdoch              | Richard Eyre                          | | [ 278 ] |
| 2003 | The Life of David Gale                     | Bitsey Bloom              | Alan Parker                           | | [ 279 ] |
| 2004 | Eternal Sunshine of the Spotless Mind      | Clementine Kruczynski     | Michel Gondry                         | | [ 280 ] |
| 2004 | Finding Neverland                          | Sylvia Llewelyn Davies    | Marc Forster                          | | [ 281 ] |
| 2005 | Romance & Cigarettes                       | Tula                      | John Turturro                         | | [ 282 ] |
| 2006 | Deep Sea 3D                                | Narradora                 | Howard Hall                           | Documental | [ 283 ] |
| 2006 | Todos los hombres del rey                  | Anne Stanton              | Steven Zaillian                       | | [ 284 ] |
| 2006 | Little Children                            | Sarah Pierce              | Todd Field                            | | [ 285 ] |
| 2006 | Flushed Away                               | Rita                      | David Bowers, Sam Fell                | Voz | [ 286 ] |
| 2006 | The Holiday                                | Iris Simpkins             | Nancy Meyers                          | | [ 287 ] |
| 2007 | Una amistad inolvidable                    | Narradora                 | Luc Jacquet                           | Versión inglesa | [ 288 ] |
| 2008 | The Reader                                 | Hanna Schmitz             | Stephen Daldry                        | Premio Óscar a la mejor actriz Globo de Oro a la mejor actriz de reparto Premio BAFTA a la mejor actriz Premio del Sindicato de Actores a la mejor actriz de reparto Premio de la Crítica Cinematográfica a la mejor actriz de reparto | [ 289 ] |
| 2008 | Revolutionary Road                         | April Wheeler             | Sam Mendes                            | Globo de Oro a la mejor actriz - Drama | [ 290 ] |
| 2009 | A Mother's Courage: Talking Back to Autism | Narradora                 | Friðrik Þór Friðriksson               | Documental | [ 291 ] |
| 2011 | Contagion                                  | Erin Mears                | Steven Soderbergh                     | | [ 292 ] |
| 2011 | Carnage                                    | Nancy Cowan               | Roman Polanski                        | | [ 293 ] |
| 2013 | Movie 43                                   | Beth                      | Varios                                | Segmento: The Catch | [ 294 ] |
| 2013 | Labor Day                                  | Adele Wheeler             | Jason Reitman                         | | [ 295 ] |
| 2014 | Divergent                                  | Jeanine Matthews          | Neil Burger                           | | [ 296 ] |
| 2014 | A Little Chaos                             | Sabine De Barra           | Alan Rickman                          | | [ 297 ] |
| 2015 | The Divergent Series: Insurgent            | Jeanine Matthews          | Robert Schwentke                      | | [ 298 ] |
| 2015 | Daisy Chain                                | Buttercup                 | Galvin Scott Davis                    | Cortometraje (Voz) | [ 299 ] |
| 2015 | The Dressmaker                             | Myrtle «Tilly» Dunnage    | Jocelyn Moorhouse                     | Premio AACTA a la mejor actriz | [ 300 ] |
| 2015 | Steve Jobs                                 | Joanna Hoffman            | Danny Boyle                           | Globo de Oro a la mejor actriz de reparto Premio BAFTA a la mejor actriz de reparto | [ 301 ] |
| 2016 | Triple 9                                   | Irina Vlaslov             | John Hillcoat                         | | [ 302 ] |
| 2016 | The Lost Letter                            | Narradora                 | Kealan O'Rourke                       | Cortometraje | [ 303 ] |
| 2016 | Collateral Beauty                          | Claire Wilson             | David Frankel                         | | [ 304 ] |
| 2017 | The Mountain Between Us                    | Alex Martin               | Hany Abu-Assad                        | | [ 305 ] |
| 2017 | Wonder Wheel                               | Ginny                     | Woody Allen                           | | [ 306 ] |
| 2018 | Mary and the Witch's Flower                | Madame Mumblechook        | Hiromasa Yonebayashi                  | Versión inglesa (Voz) | [ 307 ] |
| 2019 | Birds of a Feather                         | Blanche                   | Andrea Block, Christian Haas          | Voz | [ 308 ] |
| 2019 | Blackbird                                  | Jennifer                  | Roger Michell                         | | [ 309 ] |
| 2020 | Baba Yaga                                  | Baba Yaga                 | Mathias Chelebourg, Eric Darnell      | Cortometraje (Voz) | [ 310 ] |
| 2020 | Black Beauty                               | Black Beauty              | Ashley Avis                           | Voz | [ 311 ] |
| 2020 | Ammonite                                   | Mary Anning               | Francis Lee                           | | [ 312 ] |
| 2021 | Eating Our Way to Extinction               | Narradora                 | Ludo Brockway, Otto Brockway          | Documental | [ 313 ] |
| 2022 | Eleven Days in May                         | Narradora                 | Michael Winterbottom, Mohammed Sawwaf | Documental | [ 314 ] |
| 2022 | Avatar: The Way of Water                   | Ronal                     | James Cameron                         | | [ 315 ] |
| 2023 | Lee                                        | Lee Miller                | Ellen Kuras                           | Posproducción | [ 316 ] |

### Televisión
| Televisión | Televisión                    | Televisión         | Televisión | Televisión |
| Año        | Título original               | Personaje          | Notas | Ref.       |
| ---------- | ----------------------------- | ------------------ | --- | ---------- |
| 1991       | Dark Season                   | Reet               | Serie de televisión | [ 317 ]    |
| 1992       | Anlgo-Saxon Attitudes         | Caroline Jenington | Miniserie | [ 318 ]    |
| 1992-1993  | Get Back                      | Eleanor Sweet      | Serie de televisión | [ 319 ]    |
| 1993       | Casualty                      | Suzanne            | Episodio: «Family Matters» | [ 320 ]    |
| 1998       | Ready Steady Cook             | Ella misma         | Invitada | [ 321 ]    |
| 2004       | Pride                         | Suki               | Película para televisión (Voz) | [ 322 ]    |
| 2004       | Saturday Night Live           | Anfitriona         | Episodio: «Kate Winslet / Eminem» | [ 323 ]    |
| 2005       | Extras                        | Ella misma         | Episodio: «Kate Winslet» | [ 324 ]    |
| 2011       | Mildred Pierce                | Mildred Pierce     | Premio Emmy a la mejor actriz - Miniserie o telefilme Globo de Oro a la mejor actriz - Miniserie o telefilme Premio del Sindicato de Actores a la mejor actriz - Miniserie o telefilme Premio Satellite a la mejor actriz - Miniserie o telefilme | [ 325 ]    |
| 2015       | Running Wild with Bear Grylls | Ella misma         | Episodio: «Kate Winslet» | [ 326 ]    |
| 2015       | Snow Chick: A Penguin's Tale  | Narradora          | Película para televisión | [ 327 ]    |
| 2017       | Diana: The Day Britain Cried  | Narradora          | Documental | [ 328 ]    |
| 2017       | Snow Bears                    | Narradora          | Documental | [ 329 ]    |
| 2019-2020  | Moominvalley                  | Señorita Fillyjonk | Serie de televisión (Voz) | [ 330 ]    |
| 2021       | Mare of Easttown              | Mare Sheehan       | Premio Emmy a la mejor actriz - Miniserie o telefilme Globo de Oro a la mejor actriz - Miniserie o telefilme Premio del Sindicato de Actores a la mejor actriz - Miniserie o telefilme Premio de la Crítica Televisiva a la mejor miniserie o telefilme Premio de la Crítica Televisiva a la mejor actriz - Miniserie o telefilme Premio Satellite a la mejor miniserie o telefilme Premio Satellite a la mejor actriz - Miniserie o telefilme Premio AACTA a la mejor actriz en una serie | [ 331 ]    |
| 2022       | I am Ruth                     | Ruth               | Premio BAFTA al mejor drama singular Premio BAFTA a la mejor actriz de televisión | [ 332 ]    |
| 2024       | The Regime                    | Elena Vernham      | Miniserie, también productora ejecutiva | [ 333 ]    |

### Videojuegos
| Videojuegos | Videojuegos                 | Videojuegos      | Videojuegos                      | Videojuegos |
| Año         | Título original             | Personaje        | Notas                            | Ref.        |
| ----------- | --------------------------- | ---------------- | -------------------------------- | ----------- |
| 2015        | Insurgent – Shatter Reality | Jeanine Matthews | Realidad virtual Samsung Gear VR | [ 334 ]     |

## Teatro
| Teatro | Teatro              | Teatro            | Teatro                             | Teatro  |
| Año    | Título original     | Personaje         | Lugar de presentación              | Ref.    |
| ------ | ------------------- | ----------------- | ---------------------------------- | ------- |
| 1994   | What the Butler Saw | Geraldine Barclay | Royal Exchange Theatre, Mánchester | [ 335 ] |

## Discografía
| Discografía | Discografía                | Discografía     | Discografía           | Discografía |
| Año         | Banda sonora               | Canción         | Compañía              | Ref.        |
| ----------- | -------------------------- | --------------- | --------------------- | ----------- |
| 1994        | Heavenly Creatures         | «Juliet's Aria» | BMG Rights Management | [ 336 ]     |
| 2001        | Christmas Carol: The Movie | «What If»       | EMI                   | [ 337 ]     |
| 2005        | Sandra Boynton's Dog Train | «I Need a Nap»  | Boynton Recordings    | [ 338 ]     |

## Audiolibros
| Audiolibros | Audiolibros               | Audiolibros                                     | Audiolibros |
| Año         | Título original           | Notas                                           | Ref.        |
| ----------- | ------------------------- | ----------------------------------------------- | ----------- |
| 1995        | Sense and Sensibility     |                                                 | [ 339 ]     |
| 1999        | Listen to the Storyteller | Premio Grammy al mejor álbum hablado para niños | [ 340 ]     |
| 2012        | Thérèse Raquin            |                                                 | [ 341 ]     |
| 2012        | You're a Bad Man, Mr Gum! |                                                 | [ 342 ]     |
| 2014        | Matilda                   |                                                 | [ 343 ]     |
| 2014        | The Magic Finger          |                                                 | [ 344 ]     |

## Premios y nominaciones

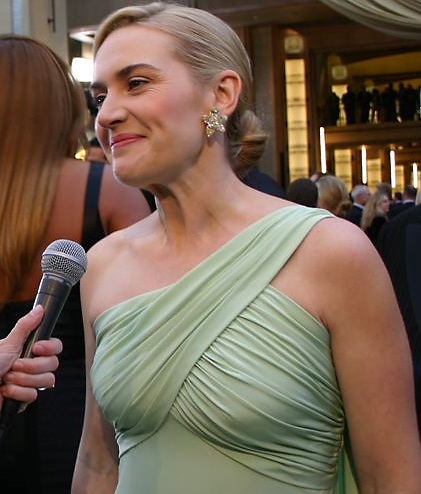
Kate Winslet en la ceremonia de entrega de los Premios Óscar de 2007.

Desde su debut en la pantalla chica en el año 1991, y en la pantalla grande en el año 1994, Kate Winslet ha sido galardonada con los premios más importantes de la industria cinematográfica en múltiples ocasiones a lo largo de su carrera.
Nominada al Premio Óscar en siete ocasiones, ganadora una vez, por The Reader. Nominada al Globo de Oro en trece ocasiones, ganadora cinco veces, por The Reader, Revolutionary Road, Mildred Pierce, Steve Jobs y Mare of Easttown. Nominada al Premio BAFTA en doce ocasiones, ganadora cinco veces, por Sense and Sensibility, The Reader, Steve Jobs y I am Ruth. Nominada al Premio del Sindicato de Actores en trece ocasiones, ganadora cuatro veces, por Sense and Sensibility, The Reader, Mildred Pierce y Mare of Easttown. Nominada al Premio de la Crítica Cinematográfica y Televisiva en siete ocasiones, ganadora tres veces, por The Reader y Mare of Easttown. Nominada al Premio Emmy en cuatro ocasiones, ganadora dos veces, por Mildred Pierce y Mare of Easttown. Nominada al Premio Grammy en una ocasión, ganadora por Listen to the Storyteller. Nominada al Premio Satellite en trece ocasiones, ganadora tres veces, por Mildred Pierce y Mare of Easttown. Nominada al Premio AACTA en cuatro ocasiones, ganadora dos veces, por The Dressmaker y Mare of Easttown.
Sus películas más aclamadas y de mayor recaudación, según el sitio web Rotten Tomatoes y el portal en línea Box Office Mojo, son, Heavenly Creatures de 1994, Sense and Sensibility de 1995, Titanic de 1997, Eternal Sunshine of the Spotless Mind de 2004, Finding Neverland de 2004, Little Children de 2006, The Holiday de 2006, The Reader de 2008, Contagio de 2011, Divergente de 2014, Insurgente de 2015, Steve Jobs de 2015, Ammonite de 2020, y Avatar: The Way of Water de 2022. En cuanto a sus proyectos televisivos, destacan, la serie Extras de 2005, y las miniseries Mildred Pierce de 2011, y Mare of Easttown de 2021.
Las producciones en las que Winslet ha participado, han recaudado más de seis mil millones de dólares en la taquilla a nivel mundial.